# 2019冠状病毒病山东省疫情
| 地级市                                                         | 现存确诊 | 累计确诊 | 死亡 | 治愈 |
| 山东省                                                         | 31       | 5,013    | 7    | 979  |
| -------------------------------------------------------------- | -------- | -------- | ---- | ---- |
| 济南市                                                         | 0        | 913      | 0    | 48   |
| 济宁市                                                         | 0        | 260      | 0    | 260  |
| 烟台市                                                         | 0        | 58       | 0    | 58   |
| 德州市                                                         | 0        | 37       | 2    | 35   |
| 淄博市                                                         | 0        | 30       | 1    | 29   |
| 威海市                                                         | 0        | 38       | 1    | 37   |
| 青岛市                                                         | 0        | 81       | 1    | 80   |
| 临沂市                                                         | 0        | 49       | 0    | 49   |
| 境外输入人员                                                   | 28       | 214      | 0    | 186  |
| 日照市                                                         | 3        | 31       | 0    | 28   |
| 潍坊市                                                         | 0        | 44       | 0    | 44   |
| 聊城市                                                         | 0        | 38       | 0    | 38   |
| 泰安市                                                         | 0        | 35       | 2    | 33   |
| 枣庄市                                                         | 0        | 24       | 0    | 24   |
| 菏泽市                                                         | 0        | 18       | 0    | 18   |
| 滨州市                                                         | 0        | 15       | 0    | 15   |
| 截至2021年11月27日24时（確診個案數據包含已痊癒病例和死亡病例） |          |          |      |      |

2019冠状病毒病山东省疫情，介绍2019冠状病毒病疫情中，在中华人民共和国山东省发生的情况。截至2021年11月27日，山东省累计报告确诊病例1017例，其中境外输入确诊病例214例，治愈出院186例；本土确诊病例803例，死亡7例，治愈出院793例。

## 时间轴

### 2020年1月
2020年1月21日凌晨一時許，山東省衛生健康委員會通報，1月20日在青島市發現一名來自武漢的疑似病例。同日晚間，青岛市衛生健康委員會通報上述懷疑病例獲確診為正式病例。该病人为37岁男性武汉人，在日照工作，17日因发热就诊日照，当晚转至青岛。其发病前2周曾居住在武汉，与他密切接触的53人正在接受医学观察。
1月22日，通報新增1例，累計2例。新增為38歲男性，浙江舟山工作，與確診病人有密切接觸，18日去威海探親，20日發燒就診被隔離。

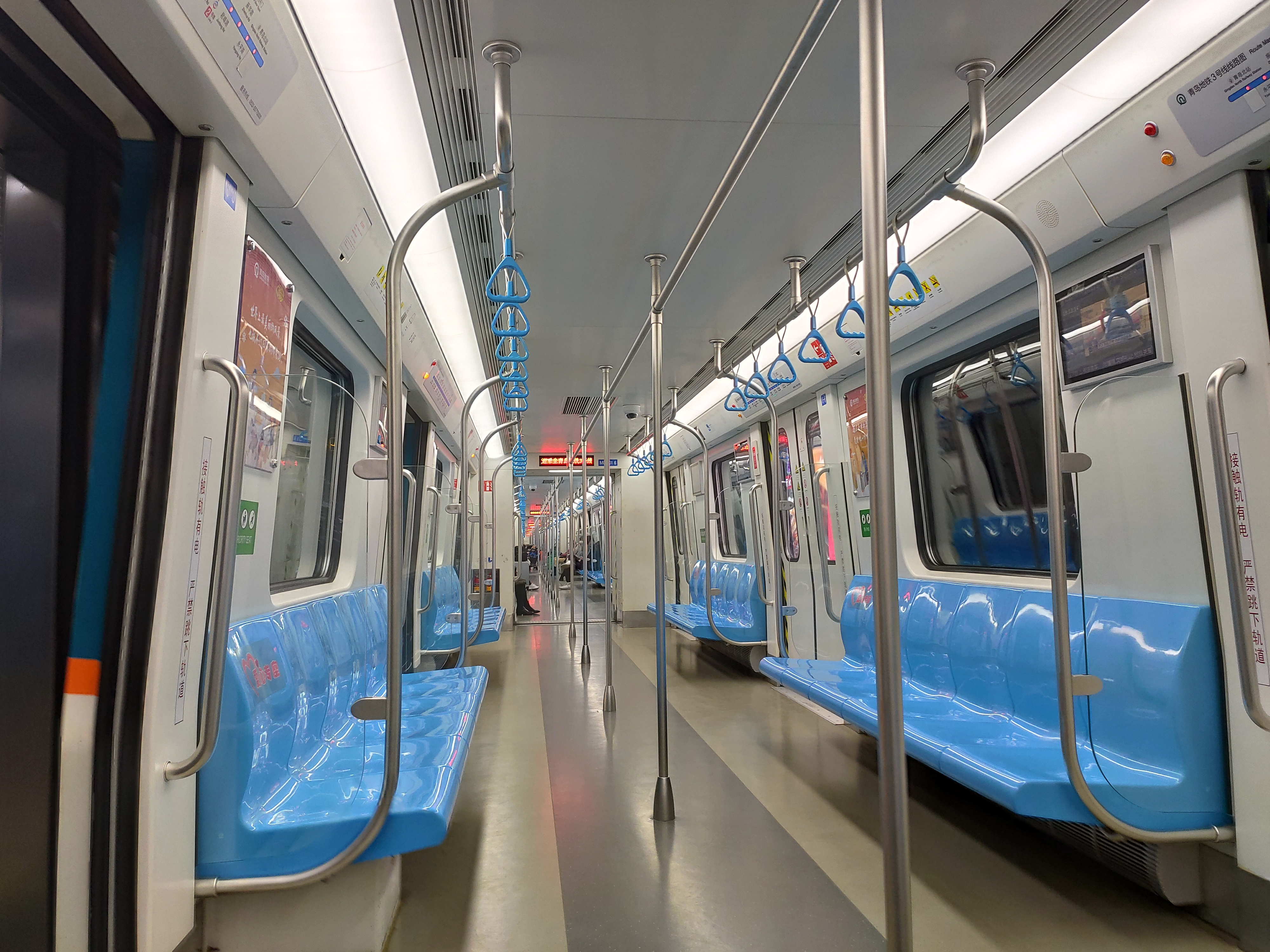
2020年1月23日，青岛地铁3号线空空如也的3016号车厢。

1月23日，通报22日全日共新增4例，临沂市首次报告2例确诊病例，青岛市新增2例确诊病例。
1月24日，山东省卫健委通报新增确诊病例6例，其中济南市2例、烟台市2例、济宁市1例，均为首次报告确诊病例；青岛市新增1例确诊病例。
1月25日，山东省卫健委通报1月24日12-24时，山东省报告新增确诊病例6例，其中德州、聊城市各首次报告1例确诊病例，济宁、威海、日照、临沂市各新增1例确诊病例。5例为输入性病例，1例为密切接触者感染的确诊病例。同日，潍坊市昌乐县宣布城市公交车辆以及昌乐至青岛、济南、临沂、滨州、临朐等线路的客运车辆停运。山东省卫健委当晚通报1月25日0时至12时报告新型冠状病毒感染的肺炎新增确诊病例6例，其中滨州、菏泽各首次报告1例确诊病例，济南、日照各新增1例确诊病例，青岛新增2例确诊病例。
1月26日起，威海市文登、荣成公交停运，部分场所、景区关闭，滨州市通镇（乡、村）公交停运。同日，山东省卫健委通报1月25日12-24时，山东省报告新型冠状病毒感染的肺炎新增确诊病例12例，其中淄博市首次报告1例确诊病例，潍坊、威海、日照市各新增1例确诊病例，济宁、德州市各新增2例确诊病例，临沂市新增4例确诊病例。山东省交通运输厅宣布，即日起暂停省际班车客运、省际包车客运和市际包车客运。另外，据青岛地铁发布的消息，一名感染新型冠状病毒的患者曾在22日从鳌山卫站上车后，先后乘坐11、2、3、13号线，最后在古镇口站出地铁。次日，其又乘坐13号线经过1站。目前各车站、列车已反复消杀，涉及列车已扣在库内。山东省卫健委当晚通报26日0时至12时新增确诊病例7例，其中济南、青岛、滨州各新增2例确诊病例，济宁新增1例确诊病例。

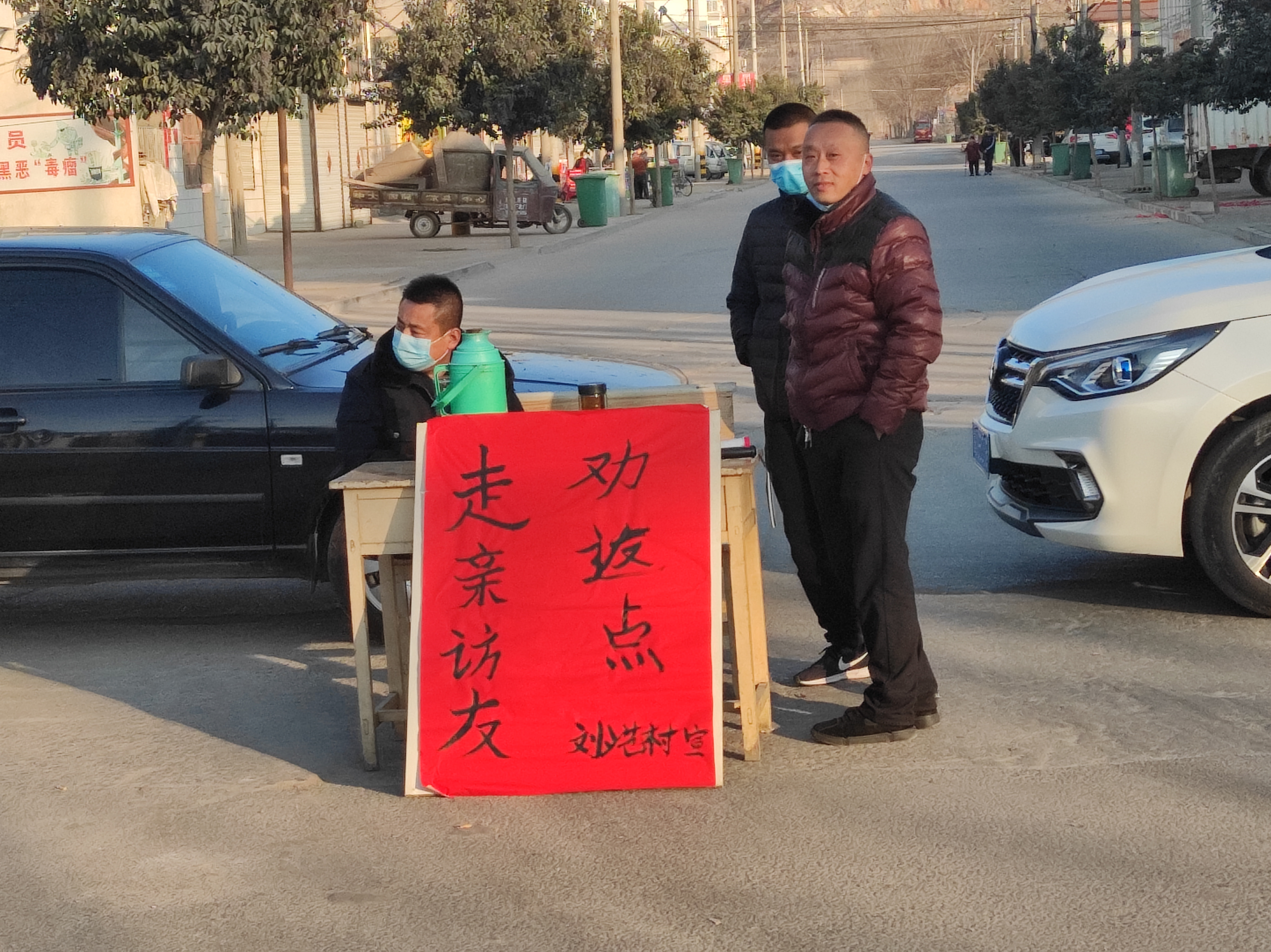
2020年1月27日，农历正月初三。山东省东平县东平街道刘范村社区在各个入村口设置的“走亲访友劝返点”。

1月27日上午，山东省卫健委通报1月26日12—24时，山东省报告新型冠状病毒感染的肺炎新增确诊病例17例，其中威海、德州各新增3例确诊病例，济南、青岛、烟台、菏泽各新增2例确诊病例，淄博、潍坊、日照市各新增1例确诊病例。同日下午通报1月27日0-12时新增确诊病例12例，其中枣庄市2例、烟台市4例、青岛市3例、威海市2例、菏泽市1例。据山东省政府新闻办举行的全省新型冠状病毒感染的肺炎疫情防控工作新闻发布会上的消息，山东省首例确诊病例已经临床治愈，28日复查再次阴性后即可出院。
1月28日上午，山东省卫健委通报1月27日12—24时，山东省报告新型冠状病毒感染的肺炎新增确诊病例12例，其中泰安市首次报告1例确诊病例，济南市新增确诊病例3例，德州市新增确诊病例2例，聊城市新增确诊病例2例，威海市新增确诊病例1例，日照市新增确诊病例1例，临沂市新增确诊病例1例，滨州市新增确诊病例1例。同日下午通报1月28日0时至12时新增确诊病例8例，其中青岛市2例、枣庄市3例、烟台市2例，菏泽市1例。截至1月28日12时，山东省累计报告新型冠状病毒感染的肺炎确诊病例95例，其中济南市10例，青岛市15例，淄博市2例，枣庄市5例，烟台市10例，潍坊市3例，济宁市5例，泰安市1例，威海市10例，日照市6例，临沂市8例，德州市8例，聊城市3例，滨州市4例，菏泽市5例。
1月29日上午，山东省卫健委通报1月28日12—24时，山东省报告新型冠状病毒感染的肺炎新增确诊病例26例，其中济南市1例(市中区)，淄博市2例(淄川区)，枣庄市3例(市中区2例、滕州市1例)，潍坊市2例(昌乐县、高密市各1例)，泰安市2例(东平县、新泰市各1例)，威海市1例(文登区)，日照市1例(东港区)，临沂市7例(兰山区、费县各2例，郯城县、沂水县、沂南县各1例)，德州市3例(禹城市2例、德城区1例)，滨州市2例(阳信县、邹平市各1例)，菏泽市2例(巨野县、东明县各1例)。同日下午通报29日0—12时报告新型冠状病毒感染的肺炎新增确诊病例9例，其中青岛市2例(即墨区、平度市各1例)，烟台市2例(牟平区、莱州市各1例)，威海市1例(环翠区)，日照市1例(东港区)，临沂市1例(河东区)，聊城市1例(临清市)，滨州市1例(邹平市)。同日，山东首例新型冠状病毒感染的肺炎确诊患者治愈出院。
1月30日上午，山东省卫健委通报1月29日12—24时，山东省报告新型冠状病毒感染的肺炎新增确诊病例15例，新增出院病例1例。新增确诊病例中，济南市3例(市中区2例、天桥区1例)、济宁市3例(任城区2例、曲阜市1例)、淄博市2例(博山区)、潍坊市2例(奎文区、安丘市各1例)、威海市2例(环翠区、文登区各1例)、青岛市1例(平度市)、烟台市1例(芝罘区)、聊城市1例(东阿县)；新增出院病例中，青岛市1例。同日下午通报1月30日0—12时新增确诊病例13例，其中德州市4例(乐陵市2例，德城区、宁津县各1例)、青岛市3例(黄岛区、市北区、即墨区各1例)、淄博市2例(博山区)、滨州市2例(邹平市)、枣庄市1例(滕州市)、日照市1例(岚山区)。
1月31日上午，山东省卫健委通报1月30日12—24时，山东省报告新型冠状病毒感染的肺炎新增确诊病例20例，新增重症病例2例，新增危重症病例1例(青岛市黄岛区)，新增出院病例1例(德州市)。新增确诊病例中，烟台市5例(海阳市3例，芝罘区、福山区各1例)、威海市5例(乳山市3例，环翠区2例)、临沂市4例(兰山区2例，沂水县、临沭县各1例)、济南市2例(市中区、槐荫区各1例)、聊城市2例(东昌府区、莘县各1例)、潍坊市1例(奎文区)、德州市1例(宁津县)。同日下午通报1月31日0—12时新增确诊病例6例，新增重症病例1例。新增确诊病例中，临沂市3例(河东区2例、莒南县1例)，淄博市(周村区)、泰安市(泰山区)、菏泽市(曹县)各1例。

### 2020年2月
2月1日上午，山东省卫健委通报1月31日12—24时，山东省报告新型冠状病毒感染的肺炎新增确诊病例18例，其中济南2例、淄博1例、枣庄2例、烟台2例、潍坊1例、济宁2例、泰安2例、威海5例、日照1例、德州1例。同日下午通报2月1日0—12时新增确诊病例4例，枣庄、济宁、泰安、聊城各1例。
2月2日上午，山东省卫健委通报2月1日12—24时，山东省报告新型冠状病毒感染的肺炎新增确诊病例19例，其中济南1例、青岛1例、淄博2例、枣庄2例、潍坊1例、济宁3例、泰安3例、日照1例、临沂1例、德州2例、聊城1例、滨州1例。同日下午通报2月2日0—12时新增确诊病例5例，其中青岛2例、枣庄1例、潍坊1例、菏泽1例。
2月3日上午，山东省卫健委通报2月2日12—24时，山东省报告新型冠状病毒感染的肺炎新增确诊病例16例，其中济南3例、青岛1例、烟台2例、潍坊2例、济宁4例、泰安2例、威海1例、日照1例。同日下午通报2月3日0—12时新增确诊病例13例，其中青岛1例、枣庄1例、烟台4例、泰安1例、日照2例、临沂1例、聊城1例、滨州1例、菏泽1例。同日，山东省潍坊市公安局奎文分局对故意隐瞒旅行史和接触史的新型冠状病毒感染的肺炎患者潍坊市经济开发区某某花园小区居民张某芳立案侦查。张某芳于2020年1月17日至20日离开山东潍坊外出赴安徽省蚌埠市，返回途中曾聚餐。1月21日，因咳嗽、头疼就诊于某某附属医院。2月2日，经核酸检测结果为阳性，被确认为新型冠状病毒感染的肺炎确诊病例。张某芳在返回山东潍坊后，拒不配合当地社区调查，刻意隐瞒个人旅行史和人员接触史，致使与其接触的多人存在被传染的严重危险。张某芳已被采取相关措施，并隔离收治。
2月4日上午，山东省卫健委通报2月3日12—24时，山东省报告新型冠状病毒感染的肺炎新增确诊病例11例，其中济南、青岛、济宁各3例、临沂2例。同日下午通报4日0—12时，山东省报告新型冠状病毒感染的肺炎新增确诊病例5例，其中青岛3例、潍坊、临沂各1例，新增出院2例。
2月5日上午，山东省卫健委通报2月4日12—24时，山东省报告新型冠状病毒感染的肺炎新增确诊病例23例，其中济南4例、青岛2例、淄博2例、枣庄1例、潍坊2例、济宁2例、泰安2例、威海2例、临沂2例、聊城2例、菏泽2例。同日下午通报2月5日0—12时，山东省报告新型冠状病毒感染的肺炎新增确诊病例9例，其中青岛1例、烟台1例、济宁2例、德州5例。
2月6日上午，山东省卫健委通报2月5日12—24时，山东省报告新型冠状病毒感染的肺炎新增确诊病例36例，其中济南4例、青岛6例、烟台2例、潍坊5例、济宁7例、泰安4例、威海1例、临沂2例、德州2例、聊城3例。新增出院5例。同日下午通报新增确诊病例4例，其中济南1例、烟台1例、威海1例、菏泽1例。新增出院9例。
2月7日上午，山东省卫健委通报2月6日12—24时，山东省报告新型冠状病毒感染的肺炎新增确诊病例32例，其中济南5例、青岛2例、淄博1例、枣庄2例、烟台1例、潍坊6例、济宁3例、泰安2例、威海1例、临沂3例、德州1例、聊城5例。同日下午通报2月7日0—12时，山东省报告新型冠状病毒感染肺炎新增确诊病例7例，其中济南2例、青岛1例、烟台3例、威海1例。
2月8日上午，山东省卫健委通报2月7日12-24时，山东省报告新型冠状病毒感染的肺炎新增确诊病例21例，其中济南1例、青岛2例、潍坊2例、济宁3例、威海1例、临沂3例、德州1例、聊城7例、菏泽1例。新增出院2例。同日下午通报2月7日0—12时，山东省报告新型冠状病毒感染的肺炎新增确诊病例9例，其中枣庄1例、烟台1例、潍坊2例、威海1例、日照1例、临沂2例、德州1例。新增出院4例。
2月9日上午，山东省卫健委通报2月8日12-24时，山东省报告新型冠状病毒肺炎新增确诊病例19例，其中青岛1例、淄博1例、枣庄1例、烟台1例、潍坊3例、济宁1例、泰安3例、威海1例、德州1例、聊城6例。新增出院8例，死亡1例。山东省首例死亡病例系85岁的李姓女子，既往有糖尿病、高血压、冠心病、心功能衰竭、子宫肌瘤等病史。自2019年10月起因“肺间质纤维化并感染”等其它8个疾病或合并症，先后3次在青岛市第九人民医院住院治疗，胸部CT提示严重肺纤维化，医院给予抗感染、营养等对症支持治疗，病情一直反复，无明显改善。2020年1月23日，患者因“胸闷憋气半天”再次到青岛市第九人民医院住院治疗，住院期间因肺间质性纤维化并感染，出现呼吸衰竭、心力衰竭等多器官功能衰竭，病情危重，医生反复向家属交待病情并建议气管插管应用呼吸机治疗。但患者亲属认为老人属临终状态，签书面资料及录音，放弃有创的所有抢救措施。2月3日，其孙张某确诊，张某与李某某有密切接触史，2月4日李某某本人确诊，当日转入青岛市市立医院治疗。因病情加重，李某某于2月8日20时30分不治身亡。同日下午通报2月9日0-12时，山东省报告新型冠状病毒肺炎新增确诊病例9例，其中济南1例、青岛2例、烟台1例、潍坊2例、泰安1例、菏泽2例。新增出院3例。
2月10日上午，山东省卫健委通报2月9日12-24时，山东省报告新型冠状病毒肺炎新增确诊病例15例，其中济南1例、青岛3例、烟台2例、潍坊1例、泰安2例、威海1例、临沂2例、德州2例、聊城1例。新增出院10例。同日下午通报，2月10日0-12时，山东省报告新型冠状病毒肺炎新增确诊病例7例，其中青岛1例、淄博1例、泰安5例。新增出院1例。累计确诊病例466例(含重症病例22例，危重症病例6例，治愈出院64例，死亡病例1例)。确诊病例中，济南市44例、青岛市53例、淄博市17例、枣庄市21例、烟台市39例、潍坊市37例、济宁市39例、泰安市31例、威海市35例、日照市15例、临沂市42例、德州市32例、聊城市34例、滨州市11例、菏泽市16例。
2月12日上午，山东省济南市莱芜区人民法院开庭审理并当庭宣判山东省首例涉疫情妨害公务案，被告人邓某某因拒帶口罩強闖公司毆打防疫人員和警察被判处有期徒刑十个月。同日，青島一男子因謊稱自己從武漢回來以及有咳嗽症狀，在隔離14天確認無發熱症狀之後被青島警方以虚构事实扰乱公共秩序為由拘留7日。
2月22日上午，山东省累计确诊病例750例，治愈出院301例，死亡病例4例。
2月24日起，鉴于日本与韩国的疫情形勢变化，青島市對所有入境人員，除需要隔離或留觀的外，均由居住地所在區市派車接回。對在境內有居所的，居家隔離觀察14天；對商務旅遊等短期居住的，安排在指定賓館住居、活動。而威海市、烟台市也采取了类似措施。

### 2020年3月

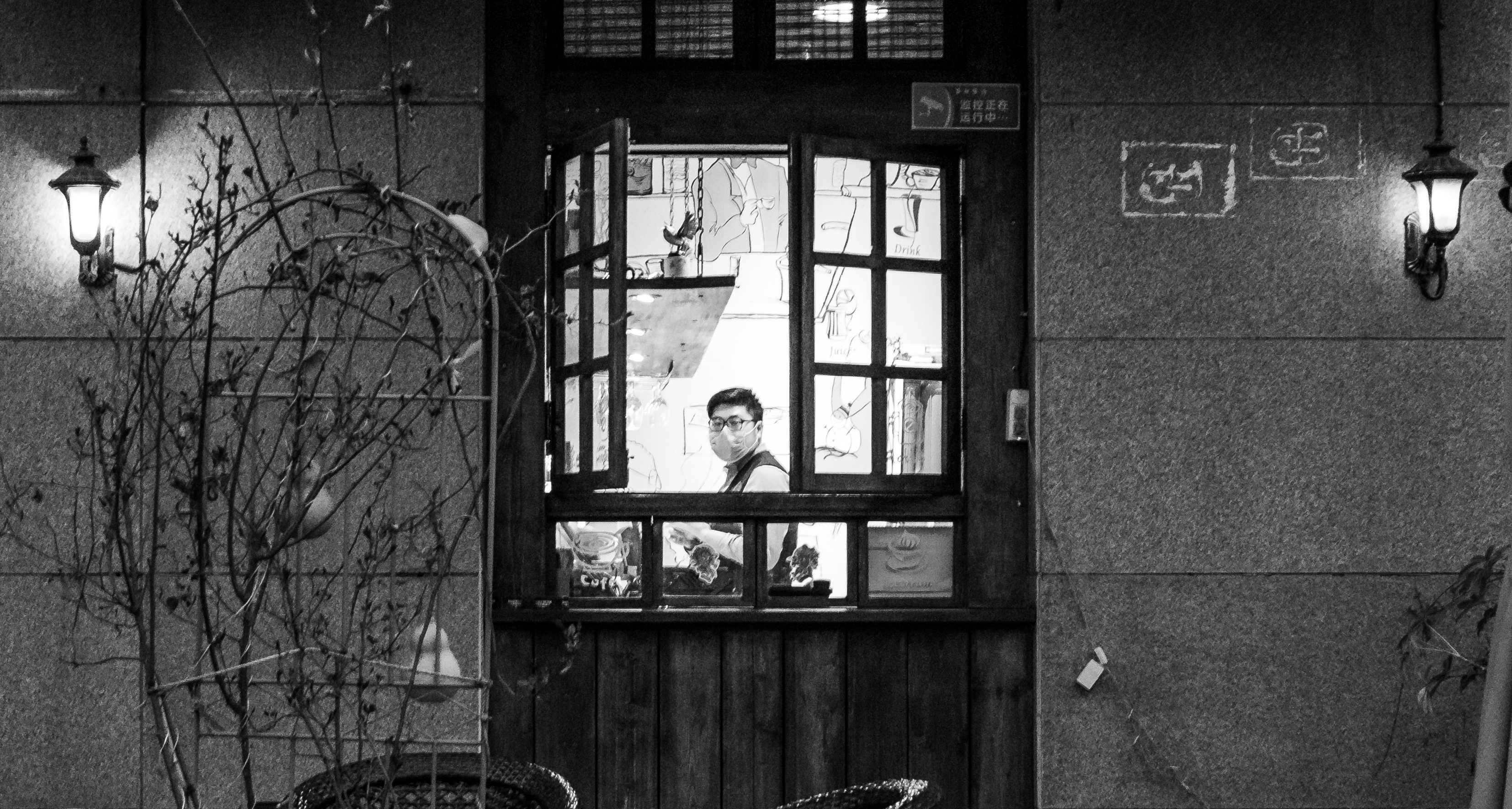
3月，青岛一位带着口罩的咖啡厅工作人员

3月1日下午，山东省卫健委通报3月1日0-12时，山东省报告新型冠状病毒肺炎新增确诊病例2例，其中济宁2例。
3月2日，山东省卫健委发布《山东省新冠肺炎疫情分区分级表》，将济南市历下区等125个县（市、区）列为低风险地区，青岛市市南区等12个县（市、区）列为中风险地区。
3月7日，山东省将境内新型冠状病毒肺炎疫情防控应急响应级别由重大突发公共卫生事件I级响应调整为II级响应。
3月10日，山东省报告首例意大利输入2019冠状病毒病确诊病例1例，已送至青岛市定点医院隔离治疗，病情平稳。确诊患者辛某某，54岁，现住平度市。2020年3月6日由意大利博洛尼亚经迪拜转机于3月7日到达北京首都机场，当晚乘坐MU5194航班到达青岛流亭机场，3月8日凌晨乘坐平度市安排的专车返回住处居家隔离。3月9日因腹泻、发热等症状由120送至平度市某医院发热门诊就诊，收入隔离病房治疗。3月10日核酸检测阳性，经医院专家组评估确诊，当晚转送至青岛市某定点医院进行隔离治疗。
3月11日0-12时，山东省本地新增确诊病例1例，累计报告确诊病例759例，累计死亡病例6例，新增治愈出院3例，累计治愈出院724例。
3月12日0-12时，山东省本地无新增确诊病例，无新增疑似病例，累计报告确诊病例759例，累计死亡病例6例，累计治愈出院734例。
截至3月12日24时，山东省累计报告确诊病例759例，累计治愈出院739例。
3月21日，山东鲁能泰山外援确诊感染2019冠状病毒病。报道称他曾在3月19日在新加坡樟宜机场搭乘MU568航班于晚上9时30分飞抵上海浦东国际机场，之后搭乘出租车前往高铁站。他在20日上午搭乘高铁抵达山东济南，并由专车转运至济南市市中区集中隔离点实施医学观察。21日接受采样筛查，检测结果为阳性，被送入济南市传染病医院隔离治疗。

### 2020年4月
4月4日，济南市新增境外输入新型冠状病毒肺炎确诊病例1例，该患者4月2日从英国伦敦乘坐东航MU7072航班，于4月3日9时30分抵达济南遥墙国际机场，4月3日23时济南海关通知其入境核酸筛查阳性。4月5日，济南市新增一例境外输入无症状感染者，该感染者同样是乘坐MU7072航班于4月3日抵达济南的。

### 2020年5月
5月3日0时至24时，青岛市报告美国输入确诊病例1例。
5月29日，日照市新增2例境外输入2019冠状病毒病确诊病例，患者均为“中昌融盛”货船的船员。翌日，该货船又新增一例确诊病例。青岛市新增由美国输入的确诊病例1例。
5月30日，山東新增2例境外輸入病例。

### 2020年7月
7月12日，青岛市报告俄罗斯输入确诊病例1例。
7月16日，青岛市报告俄罗斯输入确诊病例1例。
7月17日，烟台市报告菲律宾输入确诊病例2例。
7月18日，青岛市报告科威特输入确诊病例1例，该患者为中石化在科威特工作的中国籍员工，由科威特乘坐CA042航班于7月17日抵达青岛流亭机场入境。翌日，该航班再发现一名确诊患者。
7月25日，青岛市报告菲律宾输入确诊病例1例。

### 2020年8月
8月1日，青岛市报告菲律宾输入确诊病例3例。
8月2日，烟台市报告菲律宾输入确诊病例2例。
8月5日，青岛市报告菲律宾输入确诊病例1例。
8月7日，烟台市报告菲律宾输入确诊病例1例。
8月9日，济南市报告哈萨克斯坦输入确诊病例1例，青岛市报告菲律宾输入确诊病例2例，日照市报告菲律宾输入确诊病例1例。
8月10日，济南市报告哈萨克斯坦输入确诊病例6例。
8月11日，青岛市报告菲律宾输入确诊病例1例。
8月12日，青岛市报告菲律宾输入确诊病例4例。
8月16日，日照市报告菲律宾输入确诊病例1例。
8月18日，日照市报告孟加拉国输入确诊病例1例。
8月19日，青岛市报告菲律宾输入确诊病例1例。
8月20日，青岛市报告菲律宾输入确诊病例2例，济南市报告哈萨克斯坦输入确诊病例1例。
8月21日，日照市报告孟加拉国输入确诊病例3例。
8月23日，威海市报告韩国输入确诊病例1例。

### 2020年9月
9月22日，青岛市报告英国输入确诊病例1例。
9月24日，青岛市在对青岛港大港公司“应检尽检”人员定期例行检测中，先后发现2名装卸工人感染新型冠状病毒，属无症状感染者。

### 2020年10月
10月11日，青岛市新增3例無症狀感染者，其中2例在醫院對普通患者核酸檢測時發現，1例為排查出的密切接觸者。当日起，青岛市胸科医院停诊，遼寧省大連市疾控中心也發布緊急提醒，呼籲市民近期如非必要不要前往青島。
10月12日，青岛市已排查密切接触者、一般接触者、全市医疗机构工作人员、新住院患者和陪护人员，已出结果全部为阴性。同时，青岛市制定并启动全员检测方案，3天内对市南、市北、李沧、崂山、城阳五区检测全覆盖，5天内对全市检测全覆盖，检测结果将及时发布。截至10月12日12时，全市已排查到密切接触者132人，全部实行集中隔离观察，全部完成核酸检测，其中9人核酸检测结果阳性，其余均为阴性；密切接触者的密切接触者171人，全部实行集中隔离观察，核酸检测结果均为阴性；一般接触者840人，核酸检测结果均为阴性；医务人员、住院病人及陪护人员162601人，已完成核酸检测154815人，结果均为阴性；社区检测人群114221人，已完成核酸检测75296人，结果均为阴性。原定於10月16日至18日在青岛胶州举行的2020上海合作组织国际投资贸易博览会暨青岛·上合国家客厅启用仪式延期举行。当日，国家卫生健康委派出工作组，赴青岛指导当地开展疫情防控工作。当晚7时30分，青岛市疾控中心副主任张华强表示，此次疫情当中，青岛的确诊病例并非在社区当中发生，而是在医院筛查中发生，且病例已立即转入定点医院治疗，风险较小。青岛市胸科医院所在的楼山后社区定为中风险区域，其它区域风险等级不变。
10月13日，青岛市新增确诊病例6例，均由无症状感染者转归。
10月14日，青岛市新增本土病例1例。当日青岛市卫生健康委员会在新闻发布会上通报，截至10月14日18时，青岛全员核酸检测已采样882万余份，已出结果541万余份，未发现新的阳性样本。中共青岛市委研究决定：市卫生健康委党组书记、主任隋振华停职，青岛市胸科医院党委副书记、院长邓凯被免职，兩人均接受进一步调查；委派市委组织部常务副部长杨锡祥主持市卫生健康委全面工作。
10月15日，齐鲁网公布青岛五区市检测任务基本完成。青岛全员核酸检测已经采样9947304份，已出结果7646353份，除已公布确诊病例外，尚未发现新增阳性样本。
10月16日，山东省卫生健康委党组副书记、省疾控中心党委书记马立新在新闻发布会上通报称，青岛港9月份疫情的两名感染者在市胸科医院隔离观察期间离开封闭病区到CT室检查，因防护消毒不规范，导致CT室被病毒污染，进而传染了次日上午到同一CT室检查的住院病人和陪护，并将病毒带入结核病区，引发了院内聚集性疫情。
10月17日，中国疾控中心对青岛疫情溯源调查过程中，从工人搬运的进口冷冻鳕鱼的外包装阳性样本中检测分离到活病毒。这是世界上首次在冷链食品外包装上分离到新冠活病毒，并证实接触新冠活病毒污染的外包装可导致感染。10月20日，青岛市副市长栾新在新冠疫情防控新闻发布会上表示，青岛此次疫情表明新冠病毒可由物传人。青岛市政府办公厅副主任陈万胜表示，所有在港口等口岸区域从事装卸搬运的人员、从事港口等口岸区域向冷库等场所运输的人员、在冷库等场所从事装卸搬运的人员以及其他在以上场所直接接触进口冷链食品的人员酸检测需定期进行核酸检测，并加强进口冷链食品管控力度。
10月26日，青岛市李沧区楼山后社区疫情防控风险等级由中风险地区调整为低风险地区。同日，青岛市报告阿联酋输入确诊病例1例。
10月29日，青岛市新增1例确诊病例，系接收青岛市胸科医院新冠肺炎患者的定点收治医院——青岛市第三人民医院隔离封闭病区34岁女护士。该护士在10月18日之前，多次核酸检测均为阴性，18日进入隔离封闭病区工作，一直在隔离封闭状态下工作和生活，与外界没有接触。与该患者有关的所有密切接触者均为隔离封闭状态下人员，目前核酸检测结果均为阴性。同日，乳山市發現进口冷冻猪肉制品及外包装标本的COVID-19病毒核酸检测呈阳性。

### 2020年11月
11月2日，青岛市报告日本输入确诊病例1例。
11月12日，青岛市本地新冠肺炎确诊病例清零。
11月16日，泰安市报告利比里亚输入确诊病例1例。
11月29日，日照市报告印度尼西亚输入确诊病例5例。

### 2020年12月
12月2日，日照市报告印度尼西亚输入确诊病例2例，其中1例由无症状感染者转归。
12月3日，日照市报告印度尼西亚输入确诊病例1例。
12月12日，日照市报告印度尼西亚输入确诊病例1例。
12月15日，日照市报告印度尼西亚输入疑似病例1例，烟台市报告新加坡输入确诊病例1例。
12月18日，青岛市报告印度尼西亚输入确诊病例2例。
12月29日，日照市报告莫桑比克输入确诊病例1例。

### 2021年1月
1月1日，青岛市报告英国输入确诊病例1例。
1月2日，烟台市发布消息，1月1日外市一企业员工被诊断为确诊病例，其经销的部分汽车零部件外包装标本核酸检测阳性，该宗产品部分流入烟台市。经市、区疾控中心检测复核，其中一家企业的1份货物外包装标本为阳性。
1月4日，山东省疾病预防控制中心对青岛报告的1例英国输入病例样本全基因测序分析，经比对与英国变异株序列高度同源。自此，山东省成为继上海、广东后，中国大陆第三个发现英国变异株的一级行政区。
1月8日，日照市报告安哥拉输入确诊病例1例。
1月16日，青岛市报告美国输入确诊病例1例。
1月20日，青岛市报告新增省外输入确诊病例1例。

### 2021年2月
2月8日，青岛市报告俄罗斯输入确诊病例1例。
2月23日，济南市报告印度尼西亚输入确诊病例1例。
2月24日，青岛市报告坦桑尼亚输入确诊病例1例。

### 2021年3月
3月31日，烟台市报告印度尼西亚输入确诊病例1例(由无症状感染者转归)。

### 2021年4月
4月6日，青岛市报告菲律宾输入确诊病例1例(由无症状感染者转归)。
4月9日，滨州市报告阿联酋输入确诊病例1例。
4月11日，青岛市报告意大利输入确诊病例1例。该患者在3月26日由意大利米兰乘坐飞机抵达南京，在南京集中隔离医学观察14天，期间核酸和血清抗体检测结果均为阴性。4月9日在南京解除集中隔离后，由南京南站乘坐G282次列车于当日21:38抵达青岛站，由转运专车点对点接至市北区集中隔离点进行医学观察。4月11日市北区疾控中心核酸检测结果阳性，转至定点医院隔离观察。
4月15日，烟台市报告苏丹输入确诊病例3例。
4月25日，烟台市芝罘区发现1例入境确诊治愈后复阳人员。

### 2021年5月
5月3日，青岛市报告菲律宾输入确诊病例2例。
5月4日，青岛市报告菲律宾输入确诊病例1例。
5月5日，青岛平度市发现1例入境确诊治愈后复阳人员，该患者3月6日自阿联酋迪拜出发抵达广州并就地集中隔离，期间被诊断为确诊病例。治愈返回平度市健康监测期间，核酸检测均为阴性。5月5日，根据疫情防控规定，在治愈出院后28天复查时，核酸检测阳性。
5月11日，青岛市报告韩国输入确诊病例1例。
5月12日，青岛市报告菲律宾输入确诊病例1例。
5月14日，青岛市报告菲律宾输入确诊病例1例。
5月17日，青岛市报告菲律宾输入确诊病例1例。

### 2021年7月
7月27日，青岛市报告印度尼西亚输入确诊病例1例。
7月29日，青岛市报告日本输入确诊病例1例。
7月31日，烟台市报告新增省外输入确诊病例1例，该病例曾在南京禄口机场停留及到桂林旅游。

### 2021年8月
8月1日，烟台市经济技术开发区1名密切接触者确诊新冠肺炎普通型病例。当日青岛市报告日本输入确诊病例1例(由无症状感染者转归)和韩国输入确诊病例1例。
8月2日，青岛市报告日本输入确诊病例1例。
8月3日，烟台市经济技术开发区3日新增2例新冠肺炎病例，均为烟台华怡美容院职工。7月30日晚，当地在对扬州等地来烟返烟人员摸排检测中发现，该美容院曾于7月12日至14日、7月19日至21日分两批组织本院职工及家属到扬州旅游。目前，该美容院其他人员核酸检测阴性。同日中午又有4人被确诊。
8月4日，烟台市莱山区2名密切接触者分别被确诊为普通型病例、轻型病例。当日烟台市报告本土确诊病例3例，青岛市报告韩国输入确诊病例1例。
8月5日，山东省报告新增境外输入确诊病例8例(青岛市报告日本输入1例，日照市报告韩国输入7例)。
8月10日，山东省报告新增境外输入确诊病例1例(日照市报告韩国输入1例)。
8月12日，烟台市报告韩国输入确诊病例1例。
8月13日，山东省报告新增境外输入确诊病例4例(青岛市报告印度尼西亚输入2例和巴基斯坦输入1例，日照市报告韩国输入1例)。
8月14日，山东省报告新增境外输入确诊病例3例(青岛市报告印度尼西亚输入2例和巴基斯坦输入1例)。
8月15日，山东省报告新增境外输入确诊病例5例(青岛市报告印度输入2例和印度尼西亚输入1例，威海市报告印度尼西亚输入1例和越南输入1例)。
8月16日，山东省报告新增境外输入确诊病例1例(威海市报告印度尼西亚输入1例)。
8月29日，山东省报告新增境外输入确诊病例1例(济南市报告巴基斯坦输入1例)。
8月30日，山东省报告新增境外输入确诊病例1例(泰安市报告加拿大输入1例)。

### 2021年9月
9月6日，山东省报告新增境外输入确诊病例1例(济南市报告韩国输入1例)。
9月9日，山东省报告新增境外输入确诊病例1例(青岛市报告日本输入1例)。
9月13日，山东省报告新增境外输入确诊病例1例(济南市报告巴基斯坦输入1例)。
9月15日，山东省报告新增境外输入确诊病例1例(青岛市报告印度输入1例)。
9月19日，山东省报告新增境外输入确诊病例1例(济南市报告巴基斯坦输入1例)。
9月25日，山东省报告新增境外输入确诊病例1例(青岛市报告日本输入1例)。
9月26日，山东省报告新增境外输入确诊病例1例(青岛市报告日本输入1例)。
9月29日，山东省报告新增境外输入确诊病例1例(青岛市报告韩国输入1例)。

### 2021年10月
10月2日，山东省报告新增境外输入确诊病例1例(青岛市报告法国输入1例)。
10月3日，山东省报告新增境外输入确诊病例3例(青岛市报告乌克兰、阿根廷、韩国输入各1例)。
10月4日，山东省报告新增境外输入确诊病例4例(青岛市报告韩国输入4例)。
10月5日，山东省报告新增境外输入确诊病例1例(青岛市报告越南输入1例)。
10月6日，山东省报告新增境外输入确诊病例3例(日照市报告菲律宾输入2例，威海市报告毛里塔尼亚输入1例)。
10月7日，山东省报告新增境外输入确诊病例2例(青岛市报告日本输入2例)。
10月8日，山东省报告新增境外输入确诊病例1例(青岛市报告菲律宾输入1例)。
10月9日，山东省报告新增境外输入确诊病例2例(青岛市报告英国和阿根廷输入各1例)。
10月10日，山东省报告新增境外输入确诊病例4例(青岛市报告尼日利亚输入3例和韩国输入1例，其中韩国输入病例由无症状感染者转归)。
10月12日，山东省报告新增境外输入确诊病例1例(青岛市报告日本输入1例)。
10月13日，山东省报告新增境外输入确诊病例2例(青岛市报告尼日利亚和韩国输入各1例)。
10月17日，山东省报告新增境外输入确诊病例4例(青岛市报告尼日利亚输入3例、英国输入1例)。
10月21日，山东省报告新增境外输入确诊病例2例(青岛市报告日本输入1例，日照市报告菲律宾输入1例)。
10月22日，山东省报告新增境外输入确诊病例1例(青岛市报告俄罗斯输入1例)。
10月24日，山东省报告新增境外输入确诊病例1例(青岛市报告印度输入1例)。
10月25日，山东省报告新增确诊病例2例(日照市报告本土病例1例，系外省返鲁人员;青岛市报告印度输入1例)。日照市报告本土病例曾在银川市停留。
10月26日凌晨，山东日照五莲一家4口核酸呈阳性，其中3例确诊、1例无症状。经市疾控中心复检后，第一时间用负压救护车转运至市定点医院治疗。当日山东省报告新增确诊病例5例(日照市报告本土病例4例，系外省返鲁确诊病例的密切接触者;青岛市报告韩国输入1例)。
10月26日中午12时至27日15时，山东五莲县新增2例新冠肺炎确诊病例，3例阳性检测者。
10月28日，山东省报告新增本土无症状感染者3例(日照市报告3例)。
10月29日，山东省报告新增本土无症状感染者4例(日照市报告4例)。
10月30日，山东省全省报告新增确诊病例4例(日照市报告本土病例3例，均由无症状感染者转归;济南市报告韩国输入1例)。
10月31日，山东省报告新增确诊病例4例(日照市报告本土病例1例，青岛市报告韩国、德国、尼日利亚输入各1例)。

### 2021年11月
11月1日，山东省报告新增确诊病例3例(日照市报告本土病例3例，均由无症状感染者转归)。
11月2日，山东省报告新增境外输入确诊病例1例(威海市报告韩国输入1例)。
11月3日，山东省报告新增确诊病例2例(日照市报告本土病例1例，由无症状感染者转归;青岛市报告俄罗斯输入1例)。
11月6日，山东省报告新增确诊病例1例，为韩国输入(青岛1例)。
11月7日，山东省报告新增确诊病例1例，为尼日利亚输入(青岛1例)。
11月9日，山东省报告新增确诊病例3例，为境外输入(青岛3例)。
11月13日，山东省报告新增确诊病例2例，为韩国输入(青岛2例)。
11月14日，山东省报告新增确诊病例3例，为德国、英国、阿根廷输入(青岛3例)。
11月18日，山东省报告新增确诊病例2例，分别为韩国输入(威海1例)、新加坡输入(青岛1例)。
11月19日，山东省报告新增确诊病例4例，分别为韩国输入3例、新加坡输入1例(青岛4例)。
11月21日，山东省报告新增确诊病例7例，分别为乌克兰、赤道几内亚、印度、英国、哈萨克斯坦、阿根廷、马来西亚输入(青岛7例)。
11月24日，山东省报告新增确诊病例2例，为韩国输入(青岛2例)。
11月26日，山东省报告新增确诊病例2例，为韩国输入(青岛2例)。
11月27日，山东省报告新增确诊病例2例，分别为印度、德国输入(青岛2例)。
11月28日，山东省报告新增确诊病例3例，为德国输入(青岛3例)。
11月29日，山东省报告新增确诊病例1例，为韩国输入(青岛1例)。

### 2021年12月
12月5日，山东省报告新增境外输入确诊病例1例，为韩国输入(青岛1例)。
12月6日，山东省报告新增境外输入确诊病例1例，为德国输入(青岛1例)。
12月9日，山东省报告新增境外输入确诊病例3例，为韩国输入(威海3例)。
12月10日，山东省报告新增境外输入确诊病例7例(青岛7例)，分别为菲律宾输入3例、韩国输入2例、日本输入1例、俄罗斯输入1例。
12月11日，山东省报告新增境外输入确诊病例2例，为日本输入(青岛2例)。
12月14日，山东省报告新增境外输入确诊病例1例，为韩国输入(青岛1例)。
12月17日，山东省报告新增境外输入确诊病例1例，为韩国输入(青岛1例)。
12月24日，山东省报告新增境外输入确诊病例1例，为韩国输入(青岛1例)。
12月27日，山东省报告新增境外输入确诊病例2例，分别为韩国、俄罗斯输入(青岛2例)。
12月28日，山东省报告新增境外输入确诊病例1例，为韩国输入(青岛1例)。
12月29日，山东省报告新增境外输入确诊病例1例，为阿联酋输入(济南1例)。
12月31日，山东省报告新增境外输入确诊病例1例，为阿联酋输入(济南1例)。

### 2022年1月
1月1日，山东省报告新增境外输入确诊病例2例，分别为日本输入和阿联酋输入(济南2例，其中阿联酋输入病例为无症状感染者转归)。
1月2日，山东省报告新增境外输入确诊病例1例，为阿联酋输入(济南1例)。
1月3日，山东省报告新增境外输入确诊病例1例，为芬兰输入(威海1例)。
1月4日，山东省报告新增境外输入确诊病例1例，为阿联酋输入(济南1例)。
1月5日，山东省报告新增境外输入确诊病例1例，为日本输入(临沂1例)。
1月8日，山东省报告新增境外输入确诊病例1例，为韩国输入(青岛1例)。
1月14日，山东省报告新增境外输入确诊病例3例，为韩国输入(青岛3例)。
1月16日，山东省报告新增境外输入确诊病例1例，为阿联酋输入(青岛1例)。
1月18日，山东省报告新增境外输入确诊病例4例，为韩国输入(青岛4例)。
1月19日，山东省报告新增境外输入确诊病例6例，为韩国输入(青岛6例)。
1月21日，山东省报告新增境外输入确诊病例1例，为韩国输入(青岛1例)。
1月22日，山东省报告新增境外输入确诊病例3例，分别为韩国输入2例(其中济南1例，青岛1例)和马来西亚输入1例(青岛1例)。
1月23日，济南市新增2例本土确诊病例，均系北京确诊病例密接者，均为长途货运司机。聊城市新增1例本土新冠肺炎无症状感染者，该无症状感染者于1月21日从北京丰台区自驾车到高唐县，遂至姜店镇卫生院采集咽拭子，检测结果为阴性。1月22日再次采集样本，高唐县疾控中心初筛阳性，随即闭环转运至定点医院，同时，将采集样本送至市疾控中心，复核结果呈阳性。
1月27日，山东省报告新增境外输入确诊病例2例，为日本输入(青岛2例)。
1月31日，山东省报告新增境外输入确诊病例3例，为德国输入(青岛3例)。

### 2022年2月
2月10日，山东省报告新增境外输入确诊病例1例，为日本输入(青岛1例)。
2月11日，山东省报告新增境外输入确诊病例3例(青岛3例)，分别为韩国输入1例、德国输入2例。
2月12日，山东省报告新增境外输入确诊病例1例，为韩国输入(青岛1例)。
2月13日，山东省报告新增境外输入确诊病例14例，为俄罗斯输入(青岛14例)。
2月14日，山东省报告新增境外输入确诊病例2例，为俄罗斯输入(青岛2例)。
2月15日，山东省报告新增境外输入确诊病例3例(青岛3例)，分别为韩国输入1例、俄罗斯输入2例。
2月16日，山东省报告新增境外输入确诊病例9例，为俄罗斯输入(青岛9例)。
2月17日，山东省报告新增境外输入确诊病例2例(青岛2例)，分别为日本输入和韩国输入。
2月18日，山东省报告新增境外输入确诊病例1例，为俄罗斯输入(青岛1例)。
2月19日，山东省报告新增境外输入确诊病例3例(青岛3例)，分别为斯里兰卡输入1例、韩国输入2例。
2月22日，青岛市发现1例本土新冠肺炎确诊病例，病例自武汉出发抵达青岛胶东国际机场。当日新增境外输入确诊病例2例(韩国输入)。
2月24日，山东省报告新增确诊病例2例(青岛2例)，分别为本土确诊病例1例(系湖北武汉确诊病例的密切接触者)和境外输入确诊病例1例(日本输入)。
2月25日，山东省报告新增境外输入确诊病例4例(青岛4例)，分别为德国输入3例、韩国输入1例。
2月26日，山东省报告新增境外输入确诊病例2例，为韩国输入(青岛2例)。
2月27日，山东省报告新增境外输入确诊病例4例，为韩国输入(青岛4例)。
2月28日，烟台市发现1例新冠肺炎无症状感染者。该无症状感染者2月26日自上海乘坐动车到达烟台南站，2月27日在烟台市中医医院进行核酸采样，2月28日凌晨复核阳性。其返鲁前在集中隔离酒店工作。当日山东省报告新增境外输入确诊病例3例，分别为德国输入1例(济南1例，由无症状感染者转归)和韩国输入2例(青岛2例)。

### 2022年3月
3月1日，山东省报告新增确诊病例6例，分别为本土确诊病例4例(青岛4例)和境外输入确诊病例2例(其中济南1例，为韩国输入;青岛1例，为乌兹别克斯坦输入)。青岛新增确诊病例1为黄岛区真情巴士31路公交车司机，病例2、病例3、病例4均系病例1的密切接触者。
3月2日，山东省报告新增境外输入确诊病例4例，为韩国输入(青岛4例)。
3月3日，山东省报告新增境外输入确诊病例2例，为韩国输入(其中青岛1例，威海1例)。
3月4日，山东省报告新增确诊病例14例，分别为本土确诊病例5例(青岛5例)和境外输入确诊病例9例(其中青岛4例，为韩国输入3例和俄罗斯输入1例;烟台4例，为韩国输入;威海1例，为韩国输入)。
3月5日，青岛市卫健委通报，青岛市新增8例本土新冠肺炎确诊病例，均系莱西市确诊病例的同学和教师，其中病例11系市南区在莱西七中支教的教师。莱西七中划定为高风险区域。3月5日9时至20时，莱西市新增44例本土新冠肺炎确诊病例，均系莱西市3月4日确诊病例的同学、老师和家人。截至当日24时，山东省报告新增确诊病例90例，分别为本土确诊病例88例(青岛88例)和境外输入确诊病例2例(其中济南1例，为德国输入;烟台1例，为韩国输入)。
3月6日0时至14时，青岛市新增27例本土新冠肺炎确诊病例，均系莱西市集中隔离人员。当日山东省报告新增确诊病例47例，分别为本土确诊病例46例（青岛46例）和境外输入确诊病例1例（济南1例，为韩国输入）。新增本土无症状感染者117例（青岛117例）。
3月7日，山东省报告新增确诊病例42例，分别为本土确诊病例31例（其中青岛29例，威海2例）和境外输入确诊病例11例（其中济南1例，由无症状感染者转归；青岛4例，分别为日本输入1例和韩国输入3例；烟台3例，为韩国输入；威海3例，为斐济输入）。新增无症状感染者152例，分别为本土无症状感染者144例（青岛129例，威海14例，烟台1例）和境外输入无症状感染者8例（威海7例，分别为斐济输入6例和韩国输入1例；烟台1例，为韩国输入）。
3月8日，山东省全省报告新增确诊病例61例，分别为本土确诊病例59例（其中青岛55例，含9例由无症状感染者转归；淄博1例；威海1例；日照2例，系河北经鲁协查人员）和境外输入确诊病例2例（其中济南1例，为乌克兰输入；青岛1例，为韩国输入）。新增无症状感染者108例，分别为本土无症状感染者106例（其中青岛93例，威海13例）和境外输入无症状感染者2例（威海2例，为斐济输入）。
3月9日，山东省报告新增本土确诊病例66例（其中青岛56例，含3例由无症状感染者转归；威海7例；淄博2例；烟台1例）。新增无症状感染者114例，分别为本土无症状感染者112例（其中青岛91例，威海14例，淄博6例，烟台1例）和境外输入无症状感染者2例（其中济南1例，为德国输入；威海1例，为越南输入）。
3月10日，因疫情防控不力，莱西市委副书记、市长刘瑛被处以党内警告处分；莱西市委常委、宣传部长、市教育工委书记桂晓峰被处以党内严重警告处分；莱西市政府党组成员、副市长吴海波党内被处以严重警告处分，按程序免职。当日山东省报告新增本土确诊病例121例（其中青岛103例，含8例由无症状感染者转归；淄博1例；烟台3例；威海8例，含2例由无症状感染者转归；德州6例）。新增无症状感染者258例，分别为本土无症状感染者255例（其中青岛221例，淄博3例，威海31例）和境外输入无症状感染者3例（威海3例，为韩国输入）。
3月11日，山东省报告新增确诊病例166例，分别为本土确诊病例159例（其中青岛139例，含3例由无症状感染者转归；威海2例，含1例由无症状感染者转归；德州10例；滨州2例，系外省入鲁人员；潍坊1例；烟台1例；淄博4例）和境外输入确诊病例7例（其中青岛3例，分别为日本输入1例和韩国输入2例；济南3例，均为罗马尼亚输入；烟台1例，为韩国输入）。新增无症状感染者406例，分别为本土无症状感染者400例（其中青岛312例，威海70例，德州8例，潍坊2例，烟台2例，淄博6例）和境外输入无症状感染者6例（济南4例，均为罗马尼亚输入；烟台2例，均为韩国输入）。
3月12日，山东省报告新增确诊病例186例，分别为本土确诊病例175例（其中青岛150例，含103例由无症状感染者转归；淄博5例；威海5例；日照1例；德州13例，含8例由无症状感染者转归；滨州1例，系外省入鲁人员）和境外输入确诊病例11例（其中济南3例，青岛8例，均为韩国输入）。新增无症状感染者178例，分别为本土无症状感染者172例（其中青岛78例，淄博11例，烟台1例，潍坊2例，威海74例，德州4例，聊城1例，滨州1例）和境外输入无症状感染者6例（其中济南4例，为韩国输入1例和乌克兰输入3例；威海2例，为韩国输入）。
3月13日，山东省报告新增本土确诊病例66例，其中青岛48例、德州10例、淄博5例、滨州2例、烟台1例；同日，全省报告本土无症状感染者转为确诊病例26例，其中青岛20例、德州3例、淄博2例、威海1例。新增本土无症状感染者97例，其中威海35例、青岛32例、淄博14例、德州8例、潍坊5例、烟台3例。新增境外输入确诊病例4例，其中青岛2例，为韩国输入1例和日本输入1例；济南1例、烟台1例，均为韩国输入。新增境外输入无症状感染者8例，其中济南5例，为韩国输入2例和乌克兰输入3例；威海3例，为韩国输入。
3月14日，山东省报告新增本土确诊病例63例，其中青岛27例、滨州19例、淄博12例、潍坊2例、日照2例、烟台1例；全省报告本土无症状感染者转为确诊病例43例，其中青岛21例、威海10例、德州7例、潍坊5例。新增本土无症状感染者107例，其中威海43例、淄博27例、青岛16例、潍坊12例、德州6例、滨州2例、烟台1例。新增境外输入确诊病例9例，其中济南5例，为乌克兰输入3例和韩国输入2例；青岛4例，为韩国输入。新增境外输入无症状感染者5例，均在济南，为乌克兰输入。
3月15日，山东省报告新增本土确诊病例54例，其中青岛27例、滨州14例、淄博7例、德州3例、临沂2例、烟台1例；全省报告本土无症状感染者转为确诊病例21例，其中青岛8例、威海7例、德州5例、淄博1例。新增本土无症状感染者105例，其中滨州33例、青岛25例、威海21例、淄博18例、潍坊7例、烟台1例。新增境外输入确诊病例11例，其中济南6例，为乌克兰输入；青岛5例，为韩国输入。新增境外输入无症状感染者21例，均在济南，为乌克兰输入。
3月16日，山东省报告新增本土确诊病例26例，其中滨州14例、青岛6例、临沂2例、德州2例、淄博1例、烟台1例；全省报告本土无症状感染者转为确诊病例10例，其中威海6例、青岛4例。新增本土无症状感染者96例，其中威海50例、淄博15例、青岛8例、滨州8例、烟台7例、潍坊7例、德州1例。新增境外输入确诊病例6例，其中青岛5例，为韩国输入；济南1例，为乌克兰输入。新增境外输入无症状感染者11例，其中济南10例，为乌克兰输入；威海1例，为韩国输入。
3月17日，山东省报告新增本土确诊病例58例，其中滨州31例、青岛17例、德州4例、临沂3例、烟台2例、淄博1例；全省报告本土无症状感染者转为确诊病例3例，均在青岛。新增本土无症状感染者162例，其中滨州91例、威海34例、淄博16例、潍坊7例、青岛5例、聊城5例、德州3例、烟台1例。新增境外输入确诊病例3例，均在青岛，为韩国输入2例和日本输入1例。新增境外输入无症状感染者18例，其中济南17例，为乌克兰输入16例和阿联酋输入1例；青岛1例，为日本输入。
3月18日，山东省报告新增本土确诊病例37例，其中滨州12例、青岛10例、临沂6例、德州6例、烟台2例、淄博1例；全省报告本土无症状感染者转为确诊病例5例，其中威海4例、淄博1例。新增本土无症状感染者161例，其中滨州111例、威海26例、淄博12例、青岛6例、潍坊3例、德州2例、烟台1例。新增境外输入确诊病例2例，均在青岛，为韩国输入。新增境外输入无症状感染者2例，均在烟台，为韩国输入。
3月19日，山东省报告新增本土确诊病例48例，其中滨州35例、青岛4例、临沂4例、烟台2例、威海2例、德州1例；全省报告本土无症状感染者转为确诊病例3例，其中青岛2例、威海1例。新增本土无症状感染者380例，其中滨州349例、淄博13例、威海9例、青岛4例、德州3例、烟台2例。新增境外输入确诊病例6例，均在青岛，为越南输入4例和韩国输入2例。新增境外输入无症状感染者5例，均在济南，为乌克兰输入。
3月20日，山东省报告新增本土确诊病例11例，其中青岛6例、滨州5例；全省报告本土无症状感染者转为确诊病例2例，其中青岛1例、淄博1例。新增本土无症状感染者286例，其中滨州265例、威海9例、淄博5例、潍坊3例、青岛2例、临沂1例、聊城1例。新增境外输入确诊病例3例，其中济南1例，为乌克兰输入；青岛1例，为韩国输入；烟台1例，为韩国输入。。
3月21日，山东省报告新增本土确诊病例23例，其中滨州16例、烟台5例、青岛1例、德州1例；全省报告本土无症状感染者转为确诊病例2例，其中德州1例、滨州1例。新增本土无症状感染者184例，其中滨州166例、淄博7例、青岛5例、威海4例、烟台1例、德州1例。无新增境外输入确诊病例。新增境外输入无症状感染者3例，其中济南2例，为阿联酋输入；威海1例，为越南输入。3月20日济南报告的新增境外输入确诊病例1例（为乌克兰输入），现订正为济南境外输入关联确诊病例1例（本土核增1例；境外输入核减1例）。
3月22日，山东省报告新增本土确诊病例21例，其中滨州15例、烟台4例、济南1例、青岛1例；全省报告本土无症状感染者转为确诊病例3例，其中淄博1例、威海1例、滨州1例。新增本土无症状感染者157例，其中滨州147例、威海4例、淄博3例、临沂2例、烟台1例。无新增境外输入确诊病例。新增境外输入无症状感染者2例，其中济南1例，为乌克兰输入；青岛1例，为新加坡输入。
3月23日，山東省报告新增本土确诊病例12例，其中滨州10例、青岛1例、威海1例；全省报告本土无症状感染者转为确诊病例4例，其中滨州3例、威海1例。新增本土无症状感染者170例，其中滨州150例、青岛7例、潍坊5例、威海3例、临沂3例、淄博1例、烟台1例。
3月24日，山东省报告新增本土确诊病例10例，其中滨州8例、济南2例（系境外输入关联确诊病例）；全省报告本土无症状感染者转为确诊病例3例，其中威海2例、青岛1例。新增本土无症状感染者140例，其中滨州124例、青岛4例、淄博3例、潍坊3例、烟台2例、临沂2例、威海1例、聊城1例。
3月25日，山东省报告新增本土确诊病例4例，均在滨州；全省报告本土无症状感染者转为确诊病例2例，其中威海1例、滨州1例。新增本土无症状感染者75例，其中滨州61例、潍坊5例、泰安4例、临沂3例、烟台2例。新增境外输入确诊病例2例，均在青岛，为韩国输入。新增境外输入无症状感染者1例，在青岛，为德国输入。
3月26日，山东省报告新增本土确诊病例4例，均在滨州；全省报告本土无症状感染者转为确诊病例1例，在威海。新增本土无症状感染者64例，其中滨州47例、潍坊6例、泰安4例、青岛3例、临沂3例、聊城1例。无新增境外输入确诊病例。新增境外输入无症状感染者2例，均在济南，为韩国输入。
3月27日，山东省报告新增本土确诊病例5例，其中滨州3例、淄博1例、泰安1例。新增本土无症状感染者58例，其中滨州38例、潍坊16例、青岛1例、泰安1例、威海1例、聊城1例。全省报告本土无症状感染者转为确诊病例3例，均在泰安。
3月28日，山东省报告新增本土确诊病例9例，其中枣庄8例、滨州1例。新增本土无症状感染者41例，其中滨州27例、潍坊8例、淄博3例、青岛2例、泰安1例。无新增境外输入确诊病例。新增境外输入无症状感染者2例，均在青岛，为韩国输入1例，台湾地区输入1例。全省报告本土无症状感染者转为确诊病例3例，均在泰安。境外输入无症状感染者转为确诊病例1例，在威海。
3月29日，山东省报告新增本土确诊病例4例，其中青岛1例、枣庄1例、泰安1例，德州1例。新增本土无症状感染者23例，其中滨州12例、青岛4例、临沂3例、济南1例、淄博1例、烟台1例、泰安1例。无新增境外输入确诊病例。新增境外输入无症状感染者6例，均在济南，为日本输入4例，乌克兰输入1例，阿联酋输入1例。全省报告境外输入无症状感染者转为确诊病例1例，在济南。
3月30日，山东省报告新增本土确诊病例2例，其中济南1例、菏泽1例。新增本土无症状感染者25例，其中滨州11例、枣庄6例、济南5例、潍坊1例、威海1例、临沂1例。
3月31日，山东省报告新增本土确诊病例3例，其中济南1例、烟台1例、济宁1例。新增本土无症状感染者28例，其中滨州9例、枣庄7例、临沂4例、青岛3例、烟台3例、济南1例、德州1例。全省报告本土无症状感染者转为确诊病例1例，在济南。

### 2022年4月
4月1日，山东省报告新增本土确诊病例4例，其中日照2例、青岛1例、烟台1例。新增本土无症状感染者27例，其中枣庄5例、济南4例、聊城4例、滨州4例、临沂3例、青岛2例、日照2例、济宁1例、泰安1例、德州1例。新增境外输入确诊病例2例，均在青岛，为韩国输入。新增境外输入无症状感染者1例，在青岛，为韩国输入。全省报告本土无症状感染者转为确诊病例4例，其中济南2例、威海1例、德州1例。
4月2日，山东省报告新增本土确诊病例2例，其中济南1例、菏泽1例。新增本土无症状感染者8例，其中临沂3例、淄博1例、枣庄1例、德州1例、聊城1例、滨州1例。报告本土无症状感染者转为确诊病例4例，其中济南2例、青岛1例、德州1例。
4月3日，山东省报告新增本土确诊病例4例，其中青岛2例、济南1例、烟台1例。新增本土无症状感染者13例，其中临沂6例、枣庄3例、济南2例、菏泽2例。新增境外输入确诊病例1例，在烟台，为韩国输入。新增境外输入无症状感染者1例，在济南，为乌克兰输入。报告本土无症状感染者转为确诊病例2例，其中济南1例、青岛1例。
4月4日，山东省报告新增本土确诊病例11例，其中济南9例、青岛2例。新增本土无症状感染者17例，其中临沂7例、潍坊4例、枣庄3例、济南1例、威海1例、菏泽1例。新增境外输入确诊病例6例，其中威海4例，为韩国输入；青岛2例，为韩国输入。新增境外输入无症状感染者3例，其中威海2例，为韩国输入；济南1例，为日本输入。报告本土无症状感染者转为确诊病例3例，其中济南2例、青岛1例。
4月5日，山东省报告新增本土确诊病例4例，均在济南。新增本土无症状感染者45例，其中潍坊13例、威海12例、济南10例、临沂7例、青岛2例、菏泽1例。新增境外输入确诊病例1例，在济南，为韩国输入。新增境外输入无症状感染者1例，在烟台，为韩国输入。
4月6日，山东省报告新增本土确诊病例2例，其中济南1例、青岛1例。新增本土无症状感染者26例，其中济南9例、临沂7例、潍坊6例、威海2例、枣庄1例、菏泽1例。全省报告本土无症状感染者转为确诊病例2例，均在威海。
4月7日，山东省报告新增本土确诊病例3例，其中济南1例、济宁1例、威海1例。新增本土无症状感染者46例，其中济南24例、威海8例、临沂5例、枣庄3例、潍坊3例、济宁2例、烟台1例。新增境外输入无症状感染者11例，其中威海10例，为菲律宾输入；青岛1例，为日本输入。全省报告本土无症状感染者转为确诊病例2例，其中青岛1例、威海1例。境外输入无症状感染者转为确诊病例1例，在青岛。
4月8日，山东省报告新增本土确诊病例3例，均在济南。新增本土无症状感染者39例，其中济南23例、临沂6例、潍坊3例、威海3例、菏泽2例、青岛1例、东营1例。全省报告本土无症状感染者转为确诊病例1例，在威海。
4月9日，山东省报告新增本土确诊病例2例，其中济南1例、济宁1例。新增本土无症状感染者18例，其中济南11例、临沂5例、潍坊1例、威海1例。新增境外输入确诊病例1例，在青岛，为韩国输入。新增境外输入无症状感染者1例，在济南，为阿联酋输入。报告本土无症状感染者转为确诊病例1例，在济南。
4月10日，山东省报告新增本土确诊病例2例，其中济南1例、青岛1例。新增本土无症状感染者13例，其中济南7例、临沂4例、日照1例、菏泽1例。
4月11日，山东省报告新增本土确诊病例3例，均在青岛。新增本土无症状感染者13例，其中济南8例、临沂3例、威海2例。
4月12日，山东省报告新增本土确诊病例2例，均在济南。新增本土无症状感染者19例，均在济南。报告本土无症状感染者转为确诊病例1例，在济南。
4月13日，山东省报告新增本土确诊病例1例，在济南。新增本土无症状感染者28例，其中济南21例、临沂4例、烟台1例、威海1例、菏泽1例。
4月14日，山东省报告新增本土确诊病例4例，其中青岛3例、济南1例。新增本土无症状感染者24例，其中济南23例、青岛1例。全省报告本土无症状感染者转为确诊病例1例，在济南。
4月15日，山东省报告新增本土确诊病例1例，在青岛。新增本土无症状感染者5例，均在济南。
4月16日，山东省报告新增本土确诊病例2例，均在青岛。新增本土无症状感染者21例，其中济南18例、淄博1例、临沂1例、聊城1例。
4月17日，山东省报告新增本土确诊病例3例，其中青岛2例、济南1例。新增本土无症状感染者27例，其中青岛18例、济南5例、菏泽2例、临沂1例、聊城1例。
4月18日，山东省报告新增本土确诊病例1例，在济南。新增本土无症状感染者16例，其中济南14例、淄博1例、泰安1例。全省报告本土无症状感染者转为确诊病例1例，在青岛。
4月19日，山东省新增本土无症状感染者25例，其中济南22例、临沂3例。新增境外输入确诊病例1例，在青岛，为韩国输入。
4月20日，山东省新增本土无症状感染者20例，其中济南15例、临沂3例、济宁1例、菏泽1例。报告本土无症状感染者转为确诊病例1例，在青岛。
4月21日，山东省新增本土无症状感染者23例，其中济南22例、临沂1例。
4月22日，山东省报告新增本土确诊病例1例，在德州。新增本土无症状感染者22例，其中济南10例、烟台9例、德州2例、临沂1例。
4月23日，山东省报告新增本土确诊病例3例，其中烟台2例、济南1例。新增本土无症状感染者45例，其中烟台37例、济南8例。
4月24日，山东省报告新增本土确诊病例2例，均在烟台。新增本土无症状感染者49例，其中烟台34例、济南12例、临沂2例、青岛1例。烟台市出现的新一波疫情由Omicron BA.2.3進化分支引起，为中国大陆首例。
4月25日，山东省报告新增本土确诊病例2例，均在济南。新增本土无症状感染者62例，其中济南34例、烟台27例、临沂1例。新增境外输入确诊病例1例，在青岛，为韩国输入。新增境外输入无症状感染者1例，在青岛，为印度输入。
4月26日，山东省报告新增本土确诊病例3例，均在济南。新增本土无症状感染者66例，其中烟台36例、济南27例、滨州2例、临沂1例。全省报告本土无症状感染者转为确诊病例3例，其中济南2例、烟台1例。
4月27日，山东省报告新增本土确诊病例6例，均在济南。新增本土无症状感染者84例，其中烟台39例、济南37例、临沂4例、淄博2例、聊城2例。报告本土无症状感染者转为确诊病例2例，均在济南。
4月28日，山东省报告新增本土确诊病例6例，均在济南。新增本土无症状感染者38例，其中济南25例、烟台5例、临沂3例、德州3例、聊城1例、滨州1例。全省报告本土无症状感染者转为确诊病例1例，在济南。
4月29日，山东省报告新增本土确诊病例4例，均在济南。新增本土无症状感染者31例，其中济南23例、烟台5例、德州1例、聊城1例、菏泽1例。新增境外输入确诊病例1例，在青岛，为韩国输入。全省报告本土无症状感染者转为确诊病例4例，其中德州3例、济南1例。
4月30日，山东省报告新增本土确诊病例5例，均在济南。新增本土无症状感染者15例，其中济南10例、烟台3例、临沂2例。

### 2022年5月
5月1日，山东省报告新增本土确诊病例5例，均在济南。新增本土无症状感染者34例，其中济南27例、烟台5例、德州1例、菏泽1例。
5月2日，山东省报告新增本土确诊病例3例，其中济南2例、烟台1例。新增本土无症状感染者11例，其中济南8例、烟台2例、德州1例。
5月3日，山东省报告新增本土确诊病例3例，其中泰安2例、济南1例。新增本土无症状感染者12例，其中济南11例、烟台1例。全省报告境外输入无症状感染者转为确诊病例1例，在烟台。
5月4日，山东省报告新增本土确诊病例1例，在济南。新增本土无症状感染者14例，其中济南13例、枣庄1例。新增境外输入确诊病例1例，在青岛，为德国输入。
5月5日，山东省报告新增本土无症状感染者5例，其中济南4例、烟台1例。
5月6日，山东省新增本土无症状感染者4例，其中济南3例、烟台1例。全省报告本土无症状感染者转为确诊病例1例，在济南。
5月7日，山东省新增本土无症状感染者1例，在济南。新增境外输入确诊病例1例，在青岛，为德国输入。
5月11日，山东省新增本土无症状感染者1例，在菏泽。
5月13日，山东省报告新增本土确诊病例1例，在泰安。
5月14日，山东省新增本土无症状感染者2例，均在泰安。
5月16日，山东省报告本土无症状感染者转为确诊病例1例，在泰安。
5月20日，山东省报告新增本土无症状感染者1例，在济南。
5月23日，山东省报告新增本土无症状感染者1例，在济南。
5月25日，山东省报告新增本土无症状感染者1例（系5月22日从省外乘坐G262次列车抵达济南西站，闭环转运至集中隔离点，隔离期间检测发现）。
5月26日，山东省报告新增本土无症状感染者3例（其中，5月24日1人从省外乘坐G262次列车抵达济南西站、1人从省外乘坐G54次列车抵达济南西站，5月25日1人从省外乘坐D733次列车抵达菏泽站。上述人员抵达后均闭环转运至集中隔离点，隔离期间检测发现）。
5月27日，山东省报告新增本土无症状感染者7例（其中6例为省外入鲁人员，乘坐列车抵达后均闭环转运至相关市集中隔离点，隔离期间检测发现。另外1例在青岛，系闭环管理的重点人员应检尽检中检测发现）。
5月28日，山东省新增本土无症状感染者2例（系省外入鲁人员，乘坐列车抵达后均闭环转运至相关市集中隔离点，隔离期间检测发现）。
5月29日，山东省新增本土无症状感染者1例（系省外入鲁人员，乘坐列车抵达后闭环转运至相关市集中隔离点，隔离期间检测发现）。
5月31日，山东省新增本土无症状感染者7例（其中6例在威海，系重点人员应检尽检中检测发现。另外1例为省外入鲁人员，乘坐列车抵达后闭环转运至相关市集中隔离点，隔离期间检测发现）。

### 2022年6月
6月1日，山东省新增本土无症状感染者5例（其中1例为省外入鲁人员，乘坐列车抵达后闭环转运至相关市集中隔离点，隔离期间检测发现；另外4例均在威海）。
6月2日，山东省新增本土无症状感染者3例，均在威海。
6月4日，山东省新增本土无症状感染者2例，均在威海。新增境外输入确诊病例1例，在青岛，为德国输入。
6月7日，新增境外输入确诊病例2例，均在青岛，为德国输入。
6月18日，新增境外输入确诊病例2例，均在济南，为德国输入。新增境外输入无症状感染者7例，均在济南，分别为德国输入6例和韩国输入1例。全省报告境外输入无症状感染者转为确诊病例8例，均在济南。
6月23日，山东省新增境外输入确诊病例1例，在青岛，为俄罗斯输入。新增境外输入无症状感染者3例，其中济南2例，为德国输入；青岛1例，为韩国输入。
6月28日，山东省新增境外输入确诊病例2例，均在青岛，分别为德国输入和韩国输入。新增境外输入无症状感染者7例，均在济南，分别为尼日利亚输入4例、韩国输入2例和日本输入1例。
6月30日，山东省报告新增本土确诊病例2例，均在青岛，系重点人员应检尽检中检测发现。新增本土无症状感染者11例，均在青岛，系重点人员应检尽检中检测发现。新增境外输入确诊病例2例，均在青岛，为德国输入。

### 2022年7月
7月1日，山东省报告新增本土确诊病例2例，均在青岛，系隔离期间检测发现。新增本土无症状感染者2例，均在青岛，系隔离期间检测发现。
7月2日，山东省报告新增本土确诊病例4例，均在青岛，系隔离期间检测发现。新增本土无症状感染者10例，均在青岛，系隔离期间检测发现。报告本土无症状感染者转为确诊病例2例，均在青岛。
7月3日，山东省报告新增本土确诊病例3例，均在青岛，系隔离期间检测发现。新增本土无症状感染者4例，均在青岛，系隔离期间检测发现。报告本土无症状感染者转为确诊病例1例，在青岛。
7月4日，山东省报告新增本土确诊病例2例，均在青岛，系隔离期间检测发现。新增本土无症状感染者4例，均在青岛，系隔离期间检测发现。全省报告本土无症状感染者转为确诊病例1例，在青岛。
7月5日，山东省报告本土无症状感染者转为确诊病例1例，在青岛。境外输入无症状感染者转为确诊病例1例，在济南。
7月6日，山东省报告新增本土确诊病例1例，在青岛。新增本土无症状感染者9例，均在临沂。本土无症状感染者转为确诊病例1例，在青岛。
截至7月7日，临沂市新增13例无症状感染者。兰山区新增的感染者中，有5例为首例无症状感染者的密接者，均是个体包装批发零售业户员工，其他2例为新增无症状感染者的密接者；兰陵县新增的感染者均系定期核酸筛查中发现，3例为假期学生、2例为社区居民；罗庄区新增的感染者为兰陵县阳性患者的关联病例。当日山东省新增本土无症状感染者66例，均在临沂。新增境外输入确诊病例2例，均在青岛，为日本输入。
7月8日，山东省报告新增本土确诊病例1例，在威海。新增本土无症状感染者45例，均在临沂。
7月9日，山东省报告新增本土确诊病例2例，新增本土无症状感染者55例，均在临沂，系在隔离管控人员中检测发现。报告本土无症状感染者转为确诊病例7例，均在临沂。
7月10日，山东省报告新增本土确诊病例1例，在烟台。新增本土无症状感染者79例，其中临沂78例、青岛1例。新增境外输入确诊病例1例，在青岛，为德国输入。
7月11日，山东省报告新增本土确诊病例2例，新增本土无症状感染者54例，均在临沂，均系集中隔离点检出。报告本土无症状感染者转为确诊病例6例，其中临沂5例、青岛1例。新增境外输入确诊病例1例，在青岛，为韩国输入。
7月12日，山东省报告新增本土确诊病例5例，其中临沂3例、青岛1例，均系集中隔离点检出；泰安1例，系省外返鲁人员检测发现。新增本土无症状感染者33例，均在临沂，均系集中隔离点检出。新增境外输入确诊病例1例，在济南，为日本输入。
7月13日，山东省新增本土无症状感染者18例，均在临沂，均系集中隔离点检出。
7月14日，山东省新增本土无症状感染者9例，均在临沂，均系集中隔离点检出。新增境外输入确诊病例2例，均在青岛，为德国输入。
7月15日，新增本土无症状感染者6例，均在临沂，均系集中隔离点检出。
7月16日，新增本土无症状感染者4例，均在临沂，均系集中隔离点检出。新增境外输入确诊病例2例，均在青岛，分别为德国输入和日本输入。
7月17日，新增本土无症状感染者4例，均在临沂，均系集中隔离点检出。新增境外输入确诊病例2例，均在青岛，为德国输入。
7月18日，新增本土无症状感染者2例，均在临沂，均系集中隔离点检出。
7月19日，无新增本土确诊病例。无新增本土无症状感染者。新增境外输入确诊病例1例，在青岛，为韩国输入。
7月20日，新增境外输入确诊病例1例，在青岛，为韩国输入。
7月22日，新增境外输入确诊病例1例，在青岛，为韩国输入。
7月23日，新增境外输入确诊病例2例，均在青岛，分别为韩国输入和日本输入。全省报告境外输入无症状感染者转为确诊病例2例，均在青岛。
7月24日，新增本土确诊病例2例，新增本土无症状感染者11例，均在菏泽。报告境外输入无症状感染者转为确诊病例1例，在济南。
7月25日，新增本土确诊病例1例，新增本土无症状感染者27例，均在菏泽。全省报告境外输入无症状感染者转为确诊病例2例，其中济南1例、青岛1例。
7月26日起，菏泽城际公交暫停。当日山东省报告新增本土确诊病例1例，新增本土无症状感染者20例，均在菏泽。新增境外输入确诊病例1例，在青岛，为日本输入。
7月27日，新增本土无症状感染者49例，均在菏泽。新增境外输入确诊病例1例，在青岛，为韩国输入。
7月28日，新增本土确诊病例5例，均在菏泽，均系集中隔离点检出。新增本土无症状感染者93例，均在菏泽，其中72例系集中隔离点检出，21例系高风险区筛查发现。新增境外输入确诊病例3例，均在青岛，为韩国输入。全省报告境外输入无症状感染者转为确诊病例4例，均在青岛。
7月29日，菏泽城区公交全线停运。当日山东省报告新增本土确诊病例2例，均在菏泽，均系集中隔离点检出。新增本土无症状感染者56例，均在菏泽，其中55例系集中隔离点检出，1例系高风险区筛查发现。新增境外输入确诊病例2例，均在青岛，分别为德国输入和俄罗斯输入。當天菏澤市民政局相关负责人表示，菏澤全市182家养老服务机构和1家儿童福利院已全面执行全封闭管理。
7月30日，新增本土无症状感染者53例，均在菏泽，均系集中隔离点检出。
7月31日，新增本土确诊病例2例，均在菏泽，均系集中隔离点检出。新增本土无症状感染者49例，均在菏泽，其中47例系集中隔离点检出，2例系高风险区检出。新增境外输入确诊病例1例，在青岛，为德国输入。全省报告境外输入无症状感染者转为确诊病例2例，均在济南。

### 2022年8月
8月1日，新增本土无症状感染者47例，均在菏泽，其中46例系集中隔离点检出，1例系高风险区检出。
8月2日，新增本土确诊病例3例，其中菏泽2例，系集中隔离点检出1例和高风险区检出1例；青岛1例，为省外返鲁人员，系集中隔离点检出。新增本土无症状感染者36例，均在菏泽，均系集中隔离点检出。全省报告境外输入无症状感染者转为确诊病例1例，在济南。
8月3日，新增本土确诊病例2例，新增本土无症状感染者24例，均在菏泽，均系集中隔离点检出。全省报告境外输入无症状感染者转为确诊病例1例，在济南。
8月4日，新增本土无症状感染者16例，均在菏泽，均系集中隔离点检出。新增境外输入确诊病例1例，在青岛，为韩国输入。全省报告境外输入无症状感染者转为确诊病例1例，在济南。
8月5日，新增本土无症状感染者7例，均在菏泽，均系集中隔离点检出。新增境外输入确诊病例1例，在青岛，为韩国输入。
8月6日，新增本土无症状感染者4例，均在菏泽，均系集中隔离点检出。新增境外输入确诊病例2例，其中济南1例、青岛1例，均为韩国输入。全省报告境外输入无症状感染者转为确诊病例2例，均在青岛。
8月7日，新增本土无症状感染者3例，均在菏泽，均系集中隔离点检出。
8月9日，新增境外输入确诊病例3例，均在青岛，分别为韩国输入2例和德国输入1例。全省报告境外输入无症状感染者转为确诊病例3例，均在青岛。
8月10日，新增境外输入确诊病例4例，其中济南3例，均为俄罗斯输入；青岛1例，为德国输入。
8月11日，新增境外输入确诊病例2例，均在青岛，分别为德国输入和韩国输入。全省报告境外输入无症状感染者转为确诊病例2例，均在青岛。
8月12日，新增境外输入确诊病例3例，均在青岛，分别为美国输入2例和韩国输入1例。全省报告境外输入无症状感染者转为确诊病例4例，其中济南2例、青岛2例。
8月13日，新增境外输入确诊病例4例，其中青岛2例，分别为韩国输入和俄罗斯输入；济南1例，为韩国输入；威海1例，为韩国输入。
8月14日，新增境外输入确诊病例3例，其中济南1例、青岛1例、烟台1例，均为韩国输入。全省报告境外输入无症状感染者转为确诊病例3例，均在青岛。
8月15日，新增本土确诊病例1例，在济南，为省外返鲁人员，系集中隔离点检出。新增本土无症状感染者3例，其中日照2例，均为外省市入鲁人员，系集中隔离点检出；青岛1例，系闭环管理的重点人员应检尽检中检出。新增境外输入确诊病例3例，均在青岛，分别为俄罗斯输入2例和韩国输入1例。全省报告境外输入无症状感染者转为确诊病例3例，均在青岛。
8月16日，新增本土无症状感染者3例，其中威海2例、临沂1例，均为省外返鲁人员，系集中隔离点检出。新增境外输入确诊病例3例，其中济南2例，为韩国输入；青岛1例，为俄罗斯输入。全省报告本土无症状感染者转为确诊病例1例，在青岛。境外输入无症状感染者转为确诊病例1例，在青岛。
8月17日，新增本土无症状感染者3例，其中日照2例，为省外返鲁人员及其密切接触者，系重点人员筛查检出；威海1例，为省外返鲁人员，系集中隔离点检出。新增境外输入确诊病例2例，均在青岛，分别为韩国输入和日本输入。
8月18日，新增本土无症状感染者3例，其中临沂2例，均为省外返鲁人员的密切接触者，系集中隔离点检出；枣庄1例，为省外返鲁人员，系集中隔离点检出。报告境外输入无症状感染者转为确诊病例2例，均在济南。
8月19日，新增本土无症状感染者1例，在菏泽，为省外返鲁人员，系集中隔离点检出。新增境外输入确诊病例2例，其中济南1例，为日本输入；青岛1例，为韩国输入。全省报告境外输入无症状感染者转为确诊病例1例，在青岛。
8月20日，无新增本土确诊病例。无新增本土无症状感染者。新增境外输入确诊病例1例，在济南，为韩国输入。全省报告境外输入无症状感染者转为确诊病例1例，在青岛。
8月22日，报告境外输入无症状感染者转为确诊病例2例，均在青岛。
8月24日，新增本土无症状感染者1例，在青岛，为省外返鲁人员，系重点人员筛查检出。新增境外输入确诊病例1例，在青岛，为韩国输入。
8月25日，新增本土无症状感染者6例，其中青岛3例、聊城3例，均为省外返鲁人员的密切接触者，系集中隔离点检出。新增境外输入确诊病例2例，均在青岛，分别为韩国输入和日本输入。
8月26日，新增本土无症状感染者4例，其中菏泽2例、潍坊1例、聊城1例，均为省外返鲁人员，系集中隔离点检出。全省报告本土无症状感染者转为确诊病例1例，在青岛。
8月27日，新增本土无症状感染者2例，其中聊城1例，为省外返鲁人员的密切接触者，系集中隔离点检出；菏泽1例，为省外返鲁人员，系集中隔离点检出。新增境外输入确诊病例1例，在青岛，为韩国输入。新增境外输入无症状感染者4例，其中济南2例，分别为美国输入和韩国输入；青岛1例，为韩国输入；烟台1例，为韩国输入。
8月28日，新增本土确诊病例1例，在青岛，为省外返鲁人员的密切接触者，系集中隔离点检出。新增本土无症状感染者9例，其中德州4例，1例为省外返鲁人员，系非闭环管理的重点人员筛查检出，3例为其密切接触者，系集中隔离点检出；青岛3例，其中2例为省外返鲁人员，1例为省外返鲁人员的密切接触者，系集中隔离点检出；聊城1例，为省外返鲁人员，系集中隔离点检出；菏泽1例，为省外返鲁人员的密切接触者，系集中隔离点检出。新增境外输入确诊病例1例，在济南，为俄罗斯输入。新增境外输入无症状感染者4例，均在济南，为俄罗斯输入。
8月29日，新增本土确诊病例2例，均在烟台，为省外入鲁人员，系重点人员筛查检出。新增本土无症状感染者14例，其中菏泽7例，2例为省外返鲁人员，5例为省外返鲁人员的密切接触者，系集中隔离点检出；德州3例，为省外返鲁人员的密切接触者，系重点人员筛查检出2例和集中隔离点检出1例；聊城3例，为省外返鲁人员的密切接触者，系集中隔离点检出；烟台1例，为省外入鲁人员，系重点人员筛查检出。新增境外输入确诊病例5例，其中青岛3例、济南2例，均为俄罗斯输入。全省报告本土无症状感染者转为确诊病例1例，在青岛。
8月30日，新增本土无症状感染者4例，其中德州2例，均系集中隔离点检出；威海1例，为省外返鲁人员，系集中隔离点检出；菏泽1例，系集中隔离点检出。新增境外输入确诊病例1例，在青岛，为香港输入。
8月31日，新增本土确诊病例4例，其中济宁3例，2例系集中隔离点检出，1例系重点人员筛查检出；青岛1例，系集中隔离点检出。新增本土无症状感染者19例，其中济宁14例，均系集中隔离点检出；济南2例，均为省外入鲁人员，系集中隔离点检出；聊城2例，为省外返鲁人员及其密切接触者，系集中隔离点检出；青岛1例，系集中隔离点检出。全省报告境外输入无症状感染者转为确诊病例1例，在济南。

### 2022年9月
9月1日，新增本土确诊病例3例，其中济南2例，1例为省外入鲁人员，系重点人员筛查检出，1例为其密切接触者，系集中隔离点检出；青岛1例，为省外返鲁人员，系集中隔离点检出。新增本土无症状感染者53例，其中济宁47例，系集中隔离点检出43例（含1例省外返鲁人员）和重点人员筛查检出4例；济南2例，均系集中隔离点检出（含1例省外入鲁人员）；菏泽2例，均系集中隔离点检出；枣庄1例，系集中隔离点检出；聊城1例，为省外返鲁人员的密切接触者，系集中隔离点检出。全省报告本土无症状感染者转为确诊病例1例，在济南。
9月2日，新增本土确诊病例8例，其中济宁7例，均系集中隔离点检出；济南1例，为省外返鲁人员的密切接触者，系集中隔离点检出。新增本土无症状感染者75例，其中济宁72例，系集中隔离点检出70例和重点人员筛查检出2例；枣庄2例，均系集中隔离点检出；青岛1例，为省外返鲁人员的密切接触者，系集中隔离点检出。新增境外输入确诊病例1例，在青岛，为韩国输入。新增境外输入无症状感染者3例，其中青岛2例，均为韩国输入；济南1例，为俄罗斯输入。全省报告境外输入无症状感染者转为确诊病例1例，在济南。
9月3日，新增本土确诊病例1例，在济宁，系集中隔离点检出。新增本土无症状感染者78例，其中济宁74例，68例系集中隔离点检出，3例系高风险区检出，3例系中风险区检出；聊城2例，均为省外返鲁人员的密切接触者，系集中隔离点检出；东营1例，为省外入鲁人员，系重点人员筛查检出；日照1例，系重点人员筛查检出。全省报告境外输入无症状感染者转为确诊病例1例，在济南。
9月4日，新增本土确诊病例3例，均在济宁，系集中隔离点检出。新增本土无症状感染者52例，均在济宁，其中48例系集中隔离点检出，2例系高风险区检出，2例系中风险区检出。全省报告本土无症状感染者转为确诊病例2例，其中青岛1例、济宁1例。
9月5日，新增本土确诊病例2例，均在青岛，其中1例系主动就诊检出，1例系密切接触者筛查检出。新增本土无症状感染者63例，其中济宁54例，均系集中隔离点检出；青岛6例，其中5例系密切接触者筛查检出，1例系主动就诊检出；淄博3例，均系集中隔离点检出。新增境外输入确诊病例3例，均在青岛，为韩国输入。
9月6日，新增本土确诊病例12例，均在青岛，其中11例系密切接触者筛查检出，1例系重点人员筛查检出。新增本土无症状感染者80例，其中济宁54例，系集中隔离点检出52例和社区筛查检出2例；青岛26例，系密切接触者筛查检出25例和主动就诊检出1例。新增境外输入确诊病例2例，其中青岛1例，为德国输入；烟台1例，为俄罗斯输入。
9月7日，新增本土确诊病例13例，其中青岛11例，均系密切接触者筛查检出；烟台1例，系集中隔离点检出；济宁1例，系集中隔离点检出。新增本土无症状感染者77例，其中济宁48例，系集中隔离点检出43例、高风险区检出3例、社区筛查检出1例和居家隔离医学观察检出1例；青岛27例，均系密切接触者筛查检出；淄博1例，系集中隔离点检出；潍坊1例，系居家隔离医学观察检出。新增境外输入确诊病例3例，其中青岛2例，分别为日本输入和菲律宾输入；烟台1例，为俄罗斯输入。全省报告本土无症状感染者转为确诊病例2例，均在济宁。
9月8日，新增本土确诊病例15例，其中青岛13例，均系集中隔离点检出；烟台1例，系闭环管理的重点人员筛查检出；济宁1例，系集中隔离点检出。新增本土无症状感染者81例，其中济宁50例，系集中隔离点检出46例、高风险区检出3例和闭环管理的重点人员筛查检出1例；青岛30例，系集中隔离点检出29例和居家隔离医学观察检出1例；淄博1例，系集中隔离点检出。全省报告本土无症状感染者转为确诊病例1例，在济宁。境外输入无症状感染者转为确诊病例1例，在济南。
9月9日，新增本土确诊病例13例，其中青岛12例，系集中隔离点检出6例和居家隔离医学观察检出6例；济宁1例，系集中隔离点检出。新增本土无症状感染者70例，其中青岛36例，系集中隔离点检出20例、高风险区检出8例、居家隔离医学观察检出6例、中风险区检出1例和社区筛查检出1例；济宁34例，系集中隔离点检出32例、高风险区检出1例和闭环管理重点人员筛查检出1例。
9月10日，新增本土确诊病例9例，均在青岛，系集中隔离点检出。新增本土无症状感染者55例，其中青岛40例，系集中隔离点检出34例和高风险区检出6例；济宁15例，系集中隔离点检出13例、高风险区检出1例和闭环管理重点人员筛查检出1例。新增境外输入确诊病例2例，其中济南1例、青岛1例，均为日本输入。
9月11日，新增本土确诊病例9例，其中青岛8例、济宁1例，均系集中隔离点检出。新增本土无症状感染者28例，其中青岛14例，系集中隔离点检出10例、高风险区检出2例和闭环管理重点人员筛查检出2例；济宁13例，系集中隔离点检出11例和居家隔离医学观察检出2例；烟台1例，系社区筛查检出。
9月12日，新增本土确诊病例7例，均在青岛，系高风险区检出4例、集中隔离点检出1例、中风险区检出1例和主动就诊检出1例。新增本土无症状感染者34例，其中青岛22例，系集中隔离点检出6例、高风险区检出6例、中风险区检出6例和社区筛查检出4例；济宁9例，系集中隔离点检出7例和居家隔离医学观察检出2例；烟台2例，均系集中隔离点检出；临沂1例，系重点人员筛查检出。
9月13日，新增本土确诊病例10例，其中青岛9例，系集中隔离点检出5例、高风险区检出2例和中风险区检出2例；烟台1例，系集中隔离点检出。新增本土无症状感染者35例，其中青岛25例，系高风险区检出11例、集中隔离点检出10例和中风险区检出4例；济宁7例，均系集中隔离点检出；烟台2例，均系集中隔离点检出；济南1例，为省外入鲁人员，系集中隔离点检出。
9月14日，新增本土确诊病例1例，在青岛，系集中隔离点检出。新增本土无症状感染者11例，其中青岛7例，系集中隔离点检出3例、高风险区检出3例和社区筛查检出1例；济宁2例，均系集中隔离点检出；菏泽2例，均为省外返鲁人员，系居家隔离医学观察检出。新增境外输入确诊病例1例，在青岛，为韩国输入。
9月15日，新增本土确诊病例1例，在青岛，系集中隔离点检出。新增本土无症状感染者20例，其中菏泽10例，均为省外返鲁人员，系集中隔离点检出7例和居家隔离医学观察检出3例；青岛8例，系集中隔离点检出6例和居家隔离医学观察检出2例；聊城2例，均为省外返鲁人员，系集中隔离点检出。新增境外输入确诊病例1例，在青岛，为日本输入。
9月16日，新增本土确诊病例2例，均在青岛，系集中隔离点检出。新增本土无症状感染者30例，其中济宁16例，均为省外返鲁人员，系集中隔离点检出；菏泽8例，均系集中隔离点检出（含5例省外返鲁人员）；青岛6例，系集中隔离点检出5例和居家隔离医学观察检出1例。
9月17日，新增本土确诊病例2例，均在青岛，系集中隔离点检出。新增本土无症状感染者12例，其中济宁4例，1例为省外返鲁人员，3例为省外返鲁人员的密切接触者，均系集中隔离点检出；菏泽4例，1例为省外返鲁人员，系集中隔离点检出，3例为省外返鲁人员的密切接触者，系集中隔离点检出2例和闭环管理重点人员筛查检出1例；青岛3例，均系集中隔离点检出；烟台1例，系集中隔离点检出。
9月18日，新增本土无症状感染者5例，均在青岛，系集中隔离点检出。新增境外输入确诊病例2例，均在青岛，分别为香港输入和日本输入。全省报告本土无症状感染者转为确诊病例4例，均在青岛。
9月19日，新增本土无症状感染者1例，在淄博，为省外返鲁人员，系集中隔离点检出。全省报告本土无症状感染者转为确诊病例2例，均在青岛。
9月20日，新增本土确诊病例1例，在青岛，为省外返鲁人员，系集中隔离点检出。新增本土无症状感染者2例，其中青岛1例，为省外返鲁人员，系集中隔离点检出；菏泽1例，系集中隔离点检出。
9月21日，新增本土无症状感染者4例，其中菏泽2例，均系集中隔离点检出；青岛1例，为省外返鲁人员，系集中隔离点检出；威海1例，系重点人员筛查检出。全省报告境外输入无症状感染者转为确诊病例1例，在济南。
9月22日，新增本土无症状感染者12例，其中临沂6例，均为省外返鲁人员，系集中隔离点检出4例和重点人员筛查检出2例；菏泽5例，均系集中隔离点检出；威海1例，系集中隔离点检出。新增境外输入确诊病例1例，在济南，为德国输入。
9月23日，新增本土无症状感染者7例，其中菏泽5例，均系集中隔离点检出；青岛2例，为省外入鲁返鲁人员，均系集中隔离点检出。
9月24日，新增本土无症状感染者3例，均在菏泽，系集中隔离点检出。全省报告境外输入无症状感染者转为确诊病例1例，在济南。
9月25日，新增本土无症状感染者3例，均在青岛，系集中隔离点检出（含2例省外入鲁人员）。新增境外输入确诊病例1例，在青岛，为德国输入。
9月26日，新增本土确诊病例2例，均在青岛，其中省外入鲁人员和省外返鲁人员各1例，系集中隔离点检出。新增本土无症状感染者2例，其中青岛1例，为省外入鲁人员，系集中隔离点检出；济宁1例，系重点人员筛查检出。全省报告境外输入无症状感染者转为确诊病例1例，在青岛。
9月27日，新增本土无症状感染者4例，均在济宁，系集中隔离点检出。新增境外输入确诊病例2例，均在青岛，分别为德国输入和日本输入。
9月28日，新增本土确诊病例1例，在济南，为省外返鲁人员，系集中隔离点检出。新增本土无症状感染者3例，其中济宁2例，系集中隔离点检出1例和居家隔离医学观察检出1例；青岛1例，为省外返鲁人员，系社区筛查检出。新增境外输入确诊病例3例，均在青岛，分别为德国输入2例和英国输入1例。全省报告本土无症状感染者转为确诊病例1例，在青岛。境外输入无症状感染者转为确诊病例2例，均在青岛。
9月29日，新增本土无症状感染者9例，其中济宁7例，系高风险区检出3例、社区筛查检出3例和集中隔离点检出1例；临沂1例，为省外入鲁人员，系集中隔离点检出；聊城1例，为省外返鲁人员，系集中隔离点检出。新增境外输入确诊病例1例，在济南，为德国输入。全省报告境外输入无症状感染者转为确诊病例1例，在济南。
9月30日，新增本土确诊病例4例，其中东营2例，均为省外入鲁人员的密切接触者，系集中隔离点检出1例和重点人员筛查检出1例；济南1例，为省外入鲁人员，系集中隔离点检出；青岛1例，为省外入鲁人员，系集中隔离点检出。新增本土无症状感染者18例，其中东营8例，4例为省外入鲁人员，系重点人员筛查检出3例和集中隔离点检出1例，4例为省外入鲁人员的密切接触者，系集中隔离点检出；济宁5例，系居家隔离医学观察检出3例和集中隔离点检出2例；济南4例，3例为省外返鲁人员，系集中隔离点检出，1例系重点人员筛查检出；德州1例，为省外返鲁人员，系主动就检检出。全省报告本土无症状感染者转为确诊病例1例，在青岛。境外输入无症状感染者转为确诊病例2例，均在青岛。

### 2022年10月
10月1日，新增本土确诊病例1例，在东营，系集中隔离点检出。新增本土无症状感染者13例，其中济宁5例，均系集中隔离点检出；东营3例，均系集中隔离点检出；临沂2例，均为省外入鲁人员，系集中隔离点检出；枣庄1例，系集中隔离点检出；聊城1例，为省外入鲁人员，系集中隔离点检出；菏泽1例，为省外返鲁人员，系集中隔离点检出。全省报告本土无症状感染者转为确诊病例4例，均在济南。
10月2日，新增本土确诊病例1例，在德州，系集中隔离点检出。新增本土无症状感染者10例，其中济宁7例，系集中隔离点检出6例（含4例省外入鲁人员）和居家隔离医学观察检出1例；德州2例，系集中隔离点检出；菏泽1例，系集中隔离点检出。
10月3日，新增本土无症状感染者6例，其中菏泽3例，均系集中隔离点检出；东营2例，均系集中隔离点检出；临沂1例，为省外入鲁人员，系集中隔离点检出。新增境外输入确诊病例2例，均在青岛，分别为英国输入和韩国输入。全省报告境外输入无症状感染者转为确诊病例1例，在青岛。
10月4日，新增本土确诊病例1例，在济南，为省外返鲁人员，系跨区域协查检出。新增本土无症状感染者6例，其中济宁2例，均系集中隔离点检出（含1例省外返鲁人员）；聊城2例，均为省外返鲁人员，系集中隔离点检出；烟台1例，为省外返鲁人员，系居家隔离医学观察检出；菏泽1例，为省外返鲁人员，系集中隔离点检出。新增境外输入确诊病例6例，均在青岛，分别为日本输入3例和韩国输入3例。新增境外输入无症状感染者1例，在烟台，为韩国输入。全省报告境外输入无症状感染者转为确诊病例1例，在青岛。
10月5日，新增本土确诊病例1例，在济南，为省外入鲁人员，系集中隔离点检出。新增本土无症状感染者8例，其中潍坊3例，2例为省外返鲁人员，系重点人员筛查检出，1例系集中隔离点检出；济宁2例，均系中风险区检出；聊城2例，均为省外入鲁人员，系集中隔离点检出；菏泽1例，为省外返鲁人员，系集中隔离点检出。新增境外输入确诊病例1例，在青岛，为菲律宾输入。新增境外输入无症状感染者1例，在青岛，为韩国输入。
10月6日，新增本土确诊病例3例，其中烟台1例，为省外返鲁人员，系集中隔离点检出；泰安1例，为省外入鲁人员，系集中隔离点检出；滨州1例，为省外返鲁人员，系跨区域协查检出。新增本土无症状感染者7例，其中济南3例，2例为省外返鲁人员，1例为省外入鲁人员，均系集中隔离点检出；烟台2例，1例为省外返鲁人员，系集中隔离点检出，1例系居家隔离医学观察检出；泰安2例，均为省外入鲁人员，系集中隔离点检出。新增境外输入确诊病例1例，在青岛，为韩国输入。
10月7日，新增本土无症状感染者12例，其中潍坊5例，均系集中隔离点检出（含3例省外入鲁人员）；济南2例，均为省外入鲁人员，系集中隔离点检出；济宁2例，1例为省外返鲁人员，系重点人员筛查检出，1例系集中隔离点检出；临沂2例，均为省外返鲁人员，系集中隔离点检出；泰安1例，为省外返鲁人员，系集中隔离点检出。新增境外输入确诊病例1例，在青岛，为日本输入。新增境外输入无症状感染者2例，其中青岛1例，为香港输入；菏泽1例，为英国输入。
10月8日，新增本土无症状感染者8例，其中济南2例，1例为省外返鲁人员，系重点人员筛查检出，1例为省外入鲁人员，系集中隔离点检出；烟台2例，均系集中隔离点检出；枣庄1例，为省外入鲁人员，系集中隔离点检出；潍坊1例，系重点人员筛查检出；济宁1例，系集中隔离点检出；泰安1例，为省外返鲁人员，系重点人员筛查检出。
10月9日，新增本土确诊病例2例，均在济南，均为省外入鲁人员，系集中隔离点检出。新增本土无症状感染者11例，其中烟台4例，均系集中隔离点检出；济南3例，均系集中隔离点检出（含2例省外返鲁人员）；淄博1例，系重点人员筛查检出；济宁1例，系集中隔离点检出；临沂1例，为省外返鲁人员，系集中隔离点检出；聊城1例，为省外入鲁人员，系集中隔离点检出。新增境外输入确诊病例1例，在青岛，为英国输入。
10月10日，新增本土确诊病例1例，在泰安，系集中隔离点检出。新增本土无症状感染者17例，其中泰安6例，均系集中隔离点检出；烟台3例，均系集中隔离点检出（含1例省外返鲁人员）；济南2例，均系集中隔离点检出（含1例省外返鲁人员）；淄博2例，均为省外入鲁人员，系重点人员筛查检出；聊城2例，均为省外入鲁人员，系集中隔离点检出；济宁1例，系集中隔离点检出；滨州1例，为省外返鲁人员，系重点人员筛查检出。全省报告境外输入无症状感染者转为确诊病例2例，均在青岛。
10月11日，新增本土确诊病例1例，在泰安，为省外返鲁人员，系主动就诊检出。新增本土无症状感染者17例，其中泰安9例，均系集中隔离点检出；淄博3例，系集中隔离点检出1例、居家隔离医学观察检出1例和重点人员筛查检出1例；聊城2例，均为省外返鲁人员，系集中隔离点检出；烟台1例，系集中隔离点检出；潍坊1例，为省外入鲁人员，系重点人员筛查检出；滨州1例，为省外返鲁人员，系跨区域协查检出。全省报告本土无症状感染者转为确诊病例4例，均在济南。
10月12日，新增本土无症状感染者25例，其中泰安13例，均系集中隔离点检出；聊城4例，均为省外返鲁人员，系集中隔离点检出；菏泽2例，均为省外返鲁人员，系重点人员筛查检出；济南1例，为省外返鲁人员，系集中隔离点检出；淄博1例，系集中隔离点检出；烟台1例，系集中隔离点检出；潍坊1例，为省外返鲁人员，系居家隔离医学观察检出；济宁1例，为省外入鲁人员，系跨区域协查检出；滨州1例，系社区筛查检出。
10月13日，新增本土确诊病例2例，均在济南，系居家隔离医学观察检出。新增本土无症状感染者26例，其中泰安13例，系集中隔离点检出11例和居家隔离医学观察检出2例；济南3例，系居家隔离医学观察检出2例和集中隔离点检出1例；滨州3例，均系集中隔离点检出；淄博2例，均系集中隔离点检出；菏泽2例，均系集中隔离点检出；烟台1例，系集中隔离点检出；济宁1例，为省外返鲁人员，系重点人员筛查检出；聊城1例，为省外入鲁人员，系集中隔离点检出。新增境外输入确诊病例1例，在青岛，为英国输入。
10月14日，新增本土无症状感染者13例，其中泰安4例，均系集中隔离点检出；菏泽4例，均系集中隔离点检出（含1例省外返鲁人员）；烟台3例，均系集中隔离点检出；青岛1例，为省外入鲁人员，系集中隔离点检出；聊城1例，为省外入鲁人员，系集中隔离点检出。
10月15日，新增本土无症状感染者6例，其中临沂3例，2例为省外入鲁人员，1例为省外返鲁人员，均系重点人员筛查检出；泰安2例，均系集中隔离点检出；潍坊1例，为省外入鲁人员，系重点人员筛查检出。新增境外输入确诊病例2例，均在青岛，为韩国输入。
10月16日，新增本土无症状感染者8例，其中烟台4例，均系集中隔离点检出；临沂3例，均系集中隔离点检出；济宁1例，为省外返鲁人员，系重点人员筛查检出。新增境外输入确诊病例2例，均在青岛，为德国输入。全省报告境外输入无症状感染者转为确诊病例1例，在青岛。
10月17日，新增本土确诊病例1例，在临沂，系集中隔离点检出。新增本土无症状感染者9例，其中临沂3例，系集中隔离点检出2例和重点人员筛查检出1例；潍坊2例，均为省外入鲁人员，系重点人员筛查检出；泰安2例，均系集中隔离点检出；枣庄1例，为省外返鲁人员，系重点人员筛查检出；德州1例，为省外返鲁人员，系居家隔离医学观察检出。新增境外输入确诊病例1例，在青岛，为韩国输入。
10月18日，新增本土无症状感染者12例，其中聊城3例，2例为省外返鲁人员，分别系集中隔离点检出和重点人员筛查检出，1例系社区筛查检出；潍坊2例，均系集中隔离点检出；泰安2例，均系集中隔离点检出；临沂2例，均系集中隔离点检出；青岛1例，为省外入鲁人员，系集中隔离点检出；德州1例，系集中隔离点检出；菏泽1例，为省外返鲁人员，系重点人员筛查检出。
10月19日，新增本土无症状感染者15例，其中济宁4例，系集中隔离点检出3例和重点人员筛查检出1例；临沂3例，均系集中隔离点检出（含1例省外返鲁人员）；德州3例，均系集中隔离点检出；日照2例，分别系集中隔离点检出和重点人员筛查检出；枣庄1例，系集中隔离点检出；泰安1例，系集中隔离点检出；聊城1例，系集中隔离点检出。
10月20日，新增本土确诊病例1例，在滨州，为省外返鲁人员，系跨区域协查检出。新增本土无症状感染者17例，其中枣庄3例，均系集中隔离点检出；济宁3例，均系集中隔离点检出；临沂3例，均系集中隔离点检出；德州3例，均系集中隔离点检出；东营1例，系集中隔离点检出；烟台1例，系重点人员筛查检出；泰安1例，系集中隔离点检出；日照1例，系集中隔离点检出；聊城1例，为省外返鲁人员，系集中隔离点检出。
10月21日，新增本土确诊病例2例，其中枣庄1例，系集中隔离点检出；济宁1例，系集中隔离点检出。新增本土无症状感染者17例，其中枣庄5例，均系集中隔离点检出；济宁5例，4例系集中隔离点检出，1例为省外返鲁人员，系重点人员筛查检出；临沂3例，均系集中隔离点检出；日照2例，均系集中隔离点检出；德州2例，均系集中隔离点检出。新增境外输入确诊病例2例，均在青岛，分别为香港输入和韩国输入。
10月22日，新增本土确诊病例1例，在枣庄，系集中隔离点检出。新增本土无症状感染者24例，其中枣庄9例，系集中隔离点检出4例、高风险区检出2例、社区筛查检出2例和中风险区检出1例；济宁5例，均系集中隔离点检出；临沂3例，均系集中隔离点检出；东营2例，均系重点人员筛查检出；德州2例，1例为省外返鲁人员，系跨区域协查检出，1例系集中隔离点检出；烟台1例，系重点人员筛查检出；日照1例，系集中隔离点检出；滨州1例，系集中隔离点检出。新增境外输入确诊病例2例，均在青岛，为韩国输入。
10月23日，新增本土确诊病例2例，均在枣庄，系集中隔离点检出。新增本土无症状感染者35例，其中枣庄20例，系集中隔离点检出13例、中风险区检出3例、高风险区检出2例和社区筛查检出2例；济宁3例，系集中隔离点检出2例和重点人员筛查检出1例；临沂3例，均系集中隔离点检出；德州3例，系集中隔离点检出2例（含1例省外返鲁人员）和重点人员筛查检出1例；东营2例，1例为省外入鲁人员，系跨区域协查检出，1例系集中隔离点检出；济南1例，系集中隔离点检出；烟台1例，系集中隔离点检出；日照1例，系集中隔离点检出；聊城1例，为省外返鲁人员，系重点人员筛查检出。
10月24日，新增本土确诊病例1例，在枣庄，系集中隔离点检出。新增本土无症状感染者33例，其中枣庄15例，系集中隔离点检出10例、高风险区检出2例、中风险区检出2例和社区筛查检出1例；临沂6例，均系集中隔离点检出（含1例省外返鲁人员）；日照4例，系集中隔离点检出3例和社区筛查检出1例；东营3例，均系集中隔离点检出；济宁2例，均系重点人员筛查检出；烟台1例，系集中隔离点检出；德州1例，系集中隔离点检出；菏泽1例，为省外返鲁人员，系重点人员筛查检出。新增境外输入确诊病例1例，在青岛，为韩国输入。
10月25日，山东省报告新增本土确诊病例1例，在枣庄，系社区筛查检出。新增本土无症状感染者57例，其中枣庄31例，系集中隔离点检出25例、高风险区检出3例、中风险区检出2例和社区筛查检出1例；临沂7例，系集中隔离点检出5例和重点人员筛查检出2例；聊城4例，系集中隔离点检出3例和社区筛查检出1例；东营3例，均系集中隔离点检出；济宁3例，系集中隔离点检出2例和重点人员筛查检出1例；德州3例，系居家隔离医学观察检出2例和重点人员筛查检出1例；济南2例，系集中隔离点检出和重点人员筛查检出各1例；青岛1例，系集中隔离点检出；淄博1例，为省外返鲁人员，系重点人员筛查检出；威海1例，系重点人员筛查检出；日照1例，系集中隔离点检出。新增境外输入确诊病例1例，在青岛，为韩国输入。新增境外输入无症状感染者2例，其中青岛1例，为韩国输入；烟台1例，为加拿大输入。
10月26日，报告新增本土确诊病例3例，其中枣庄2例、威海1例，均系集中隔离点检出。新增本土无症状感染者74例，其中枣庄33例，系集中隔离点检出28例、社区筛查检出2例、中风险区检出2例和高风险区检出1例；临沂9例，系集中隔离点检出8例和重点人员筛查检出1例；威海8例，均系集中隔离点检出；东营5例，均系集中隔离点检出；济宁4例，均系集中隔离点检出；日照4例，系集中隔离点检出3例和中风险区检出1例；聊城4例，均系集中隔离点检出；德州3例，均系集中隔离点检出；济南1例，系重点人员筛查检出；青岛1例，系集中隔离点检出；淄博1例，系跨区域协查检出；滨州1例，系重点人员筛查检出。新增境外输入确诊病例1例，在青岛，为韩国输入。新增境外输入无症状感染者2例，均在青岛，为韩国输入。
10月27日，新增本土确诊病例2例，均在枣庄，系集中隔离点检出。新增本土无症状感染者91例，其中枣庄21例，系集中隔离点检出18例和高风险区检出3例；威海17例，均系集中隔离点检出；济宁10例，8例系集中隔离点检出，1例系重点人员筛查检出，1例为省外返鲁人员，系跨区域协查检出；临沂10例，系集中隔离点检出6例、高风险区检出2例和社区筛查检出2例；德州8例，系集中隔离点检出6例和重点人员筛查检出2例；东营6例，系社区筛查检出5例和集中隔离点检出1例；日照6例，均系集中隔离点检出；聊城5例，均系集中隔离点检出（含2例省外入鲁人员）；淄博4例，系社区筛查检出3例和集中隔离点检出1例；青岛2例，1例为省外返鲁人员，系集中隔离点检出，1例系重点人员筛查检出；济南1例，为省外返鲁人员，系集中隔离点检出；菏泽1例，系重点人员筛查检出。
10月28日，新增本土确诊病例3例，其中青岛2例，均系重点人员筛查检出；滨州1例，系集中隔离点检出。新增本土无症状感染者91例，其中枣庄21例，18例系集中隔离点检出，2例系社区筛查检出，1例为省外返鲁人员，系重点人员筛查检出；德州10例，系集中隔离点检出7例、重点人员筛查检出1例、社区筛查检出1例和主动就诊检出1例；威海9例，均系集中隔离点检出；临沂9例，系集中隔离点检出8例和高风险区检出1例；淄博8例，6例系集中隔离点检出，1例系社区筛查检出，1例为省外入鲁人员，系跨区域协查检出；日照8例，系集中隔离点检出5例和高风险区检出3例；东营7例，系集中隔离点检出6例和重点人员筛查检出1例；济宁7例，均系集中隔离点检出；聊城7例，系集中隔离点检出5例（含1例省外返鲁人员）、重点人员筛查检出1例和高风险区检出1例；济南3例，均为省外返鲁人员，系集中隔离点检出；潍坊2例，均为省外入鲁人员，系重点人员筛查检出。
10月29日，新增本土确诊病例3例，其中青岛1例，为省外入鲁人员，系重点人员筛查检出；枣庄1例，系集中隔离点检出；滨州1例，为省外入鲁人员，系跨区域协查检出。新增本土无症状感染者84例，其中枣庄19例，系集中隔离点检出18例和重点人员筛查检出1例；东营8例，均系集中隔离点检出；济宁8例，均系集中隔离点检出；临沂7例，系集中隔离点检出5例、高风险区检出1例和中风险区检出1例；聊城7例，6例系集中隔离点检出（含1例省外返鲁人员），1例为省外返鲁人员，系重点人员筛查检出；德州6例，系集中隔离点检出3例、重点人员筛查检出1例、高风险区检出1例和主动就检检出1例；淄博5例，系高风险区检出4例和集中隔离点检出1例；威海5例，均系集中隔离点检出；日照5例，均系集中隔离点检出；青岛4例，3例系集中隔离点检出（含1例省外返鲁人员），1例为省外入鲁人员，系重点人员筛查检出；济南3例，均系集中隔离点检出（含1例省外返鲁人员）；潍坊3例，系社区筛查检出2例和集中隔离点检出1例；滨州3例，系重点人员筛查检出2例（含1例省外返鲁人员）和集中隔离点检出1例；菏泽1例，为省外入鲁人员，系重点人员筛查检出。新增境外输入确诊病例1例，在青岛，为韩国输入。新增境外输入无症状感染者4例，其中青岛3例，分别为韩国输入2例和阿联酋输入1例；烟台1例，为韩国输入。
10月30日，新增本土确诊病例1例，在枣庄，系高风险区检出。新增本土无症状感染者104例，其中枣庄24例，系集中隔离点检出20例和高风险区检出4例；青岛13例，系集中隔离点检出8例和重点人员筛查检出5例；淄博12例，系集中隔离点检出6例、高风险区检出3例和重点人员筛查检出3例（含1例省外返鲁人员）；临沂8例，均系集中隔离点检出；济宁7例，均系集中隔离点检出；聊城7例，均系集中隔离点检出（含1例省外入鲁人员）；滨州7例，均系集中隔离点检出（含1例省外返鲁人员和1例省外入鲁人员）；东营6例，系集中隔离点检出4例和重点人员筛查检出2例；日照6例，均系集中隔离点检出；烟台5例，4例系集中隔离点检出（含2例省外返鲁人员），1例为省外返鲁人员，系社区筛查检出；德州4例，2例系集中隔离点检出，2例为省外返鲁人员，系重点人员筛查检出；济南2例，均为省外返鲁人员，系跨区域协查检出；威海2例，均系集中隔离点检出；潍坊1例，系社区筛查检出。

### 2022年12月
12月3日，濟南出台《濟南市公廁疫情防控工作指引》，所有公廁嚴格執行「場所碼」掃碼如廁制度，查驗核酸檢測證明。
12月5日起，山東取消交通场站、港口码头、高速卡口等场所强制性核酸检测“落地检”要求；进入公园、景区、服务区等公共场所，乘坐地铁、公交、出租车等公共交通工具，不再查验健康码和核酸检测阴性证明；购买退热、止咳、抗病毒、抗生素等“四类药品”，不再查验核酸检测阴性证明，不再需要实名登记信息。
12月10日，山東當局宣布所有密闭场所进入须出示48小时核酸检测阴性报告。 
12月23日，山东省青岛市卫生健康委员会主任薄涛介绍，青岛每日新增感染量为49万人至53万人，24日和25日将在此基础上以10%增速增加。

## 争议

### 泰安衝突
2020年3月23日，泰安市岱岳区粥店农贸市场内发生一起强闯疫情防控卡点并殴打工作人员事件，一男子準備駕車駛入市场，被市場疫情防控卡点工作人员阻攔，隨後男子下車將工作人员殴打致死。

### 任城监狱疫情事件
2020年2月21日，山东省人民政府在新闻发布会上公布了任城监狱内发生的2019冠状病毒病疫情，共有207人确诊。疫情发生后，山东省司法厅厅长、山东省监狱管理局第一政委解维俊等8人被免职。经中央调查组发现，该起疫情由1月21日从武汉自驾车到达济宁的人员，传染给监狱干警，进而造成部分干警和罪犯感染。其中，2月12日下午，一值班干警因咳嗽到医院就诊被隔离收治，13日晚22时确诊。11月4日，有关案件在济南、济宁审理。山东省监狱管理局副局长王文杰、任城监狱原监狱长刘葆善、原副监狱长邓体贺、第五监区原教导员陈民华、驾驶员戴光辉当庭认罪悔罪。2021年2月8日，该案一审宣判，王文杰犯玩忽职守罪判处有期徒刑一年，刘葆善犯玩忽职守罪判处有期徒刑二年三个月，邓体贺犯玩忽职守罪判处有期徒刑一年，戴光辉犯妨害传染病防治罪判处有期徒刑一年，缓刑一年，陈民华犯妨害传染病防治罪判处有期徒刑一年六个月，缓刑两年。

### 小區拒絕患者就醫引發衝突
2022年3月，有網友爆料山东淄博张店区车站街道王舍二区一癌症晚期老人需要外出就醫，在出社区时遭到小区工作人员的阻拦，并被要求出具“待死证明”，結果引發肢体冲突。3月19日，张店区车站街道办事处发布通告称防疫人员已道歉。

### 中国研究生反对学校过度防疫遭开除
中国山东省鲁东大学研究生孙健，因反对校方频繁进行全员核酸检测，在校内举牌抗议，他表示自己感觉上的不是一所大学，而是“鲁东看守所”。近日孙健已被校方“从严从重从快”开除。开除孙健的决定在微博引发讨论，不少人认为开除的依据不足，也认为孙健提出不同意见的代价惨重，「凸显了当下异见表达者所面临的现状」。也有人认为，孙健若明年想考研究生，也通不过政审。

### 核酸比武
2022年8月9日，临沭县等地決定随机抽取1个社区和1个村庄设定为中风险区並進行核酸大比武，這一舉動引發爭議。

### 防疫人員毆打居民
2022年11月7日下午4时许，兰山区兰山街道社区防疫工作人员陆某亮、赵某政、赵某洲等人毆打社区居民。隨後陆某亮、赵某政、赵某洲等七人被行政拘留。